# Perú en los Juegos Suramericanos de 2022
Perú fue uno de los países que participaron en los Juegos Suramericanos de 2022 en la ciudad de Asunción, Paraguay. La delegación peruana estuvo compuesta por 377 deportistas que compitieron en 44 disciplinas deportivas. Los abanderados en la ceremonia de apertura fueron la judoca Alexandra Grande y el skater Angelo Caro. Perú obtuvo 74 medallas (19 de oro, 18 de plata y 37 de bronce).

## Medallistas
| Medalla           | Atleta / Equipo | Deporte                | Evento                          | Fecha         |
| ----------------- | --- | ---------------------- | ------------------------------- | ------------- |
| Medalla de oro    | Deivid Tuesta | Skateboarding          | Street                          | 2 de octubre  |
| Medalla de oro    | María Luisa Doig | Esgrima                | Espada individual               | 3 de octubre  |
| Medalla de oro    | Alexandra Grande | Karate                 | -61 kg                          | 4 de octubre  |
| Medalla de oro    | Hugo Del Castillo | Taekwondo              | Poomsae individual              | 5 de octubre  |
| Medalla de oro    | Krishna Cortéz Luis Sacha | Taekwondo              | Poomsae parejas                 | 5 de octubre  |
| Medalla de oro    | Stefano Peschiera | Vela                   | Ilca 7                          | 6 de octubre  |
| Medalla de oro    | María Bazo | Vela                   | iQFoil 95                       | 6 de octubre  |
| Medalla de oro    | Jean Paul De Trazegnies | Vela                   | Sunfish                         | 6 de octubre  |
| Medalla de oro    | Deysi Cori | Ajedrez                | Blitz individual                | 8 de octubre  |
| Medalla de oro    | Deysi Cori | Ajedrez                | Blitz mixto                     | 8 de octubre  |
| Medalla de oro    | Jorge Cori | Ajedrez                | Rápido mixto                    | 8 de octubre  |
| Medalla de oro    | Asier Cillóniz | Tiro                   | Trap                            | 10 de octubre |
| Medalla de oro    | Alonso Wong | Judo                   | -73 kg                          | 11 de octubre |
| Medalla de oro    | José Luis Mandros | Atletismo              | Salto largo                     | 12 de octubre |
| Medalla de oro    | Yuta Galarreta | Judo                   | -90 kg                          | 12 de octubre |
| Medalla de oro    | Kenny Kishimoto | Bolos                  | Individual                      | 12 de octubre |
| Medalla de oro    | Annia Becerra | Tiro                   | Pistola de aire 10 metros       | 13 de octubre |
| Medalla de oro    | Daniella Olaechea | Tiro                   | Skeet                           | 13 de octubre |
| Medalla de oro    | Annia Becerra Marko Carrillo | Tiro                   | Pistola de aire 10 metros       | 14 de octubre |
| Medalla de oro    | Nicolás Pacheco | Tiro                   | Skeet                           | 14 de octubre |
| Medalla de oro    | Daniella Borda Nicolás Pacheco | Tiro                   | Skeet mixto                     | 14 de octubre |
| Medalla de oro    | Shanaiya Ayme Diana De La Peña Maricarmen Guerrero Thaisa Mc Leod Flavia Montes Karla Ortiz Camila Pineda María Rodríguez María Rojas Esmeralda Sánchez Ysabella Sánchez Aixa Vigil | Voleibol               | Torneo femenino                 | 14 de octubre |
| Medalla de plata  | Inés Castillo José Guevara Daniel La Torre Paula La Torre Diego Mini Namie Miyahira Fernanda Saponara Diego Subauste                                                                | Bádminton              | Equipos mixto                   | 3 de octubre  |
| Medalla de plata  | Mariano Wong | Karate                 | Kata individual                 | 3 de octubre  |
| Medalla de plata  | Shoely Mego | Levantamiento de pesas | 55 kg                           | 3 de octubre  |
| Medalla de plata  | Jesús Liranzo | Clavados               | Plataforma 10 metros            | 4 de octubre  |
| Medalla de plata  | Ana Ricci Mayte Salinas | Clavados               | Trampolín 3 metros sincronizado | 5 de octubre  |
| Medalla de plata  | Hernán Viera | Levantamiento de pesas | 109 kg                          | 5 de octubre  |
| Medalla de plata  | Camila Cáceres | Taekwondo              | 49 kg a -57 kg                  | 6 de octubre  |
| Medalla de plata  | Caterina Romero | Vela                   | Sunfish                         | 6 de octubre  |
| Medalla de plata  | Daniel La Torre Diego Subauste | Bádminton              | Dobles                          | 7 de octubre  |
| Medalla de plata  | Jorge Cori | Ajedrez                | Blitz individual                | 8 de octubre  |
| Medalla de plata  | Natalia Cuglievan | Esquí acuático         | Figuras                         | 8 de octubre  |
| Medalla de plata  | Deysi Cori | Ajedrez                | Rápido individual               | 9 de octubre  |
| Medalla de plata  | Jorge Cori | Ajedrez                | Rápido individual               | 9 de octubre  |
| Medalla de plata  | Alessandro de Souza | Tiro                   | Trap                            | 10 de octubre |
| Medalla de plata  | Marián Flores | Judo                   | -57 kg                          | 11 de octubre |
| Medalla de plata  | Pool Ambrosio | Lucha                  | Greco 87 kg                     | 12 de octubre |
| Medalla de plata  | Dilmer Calle Camila Figueroa Marian Flores Juan Postigos Javier Saavedra Alonso Wong Daryl Yamamoto                                                                                 | Judo                   | Equipos mixto                   | 13 de octubre |
| Medalla de plata  | Thalía Mallqui | Lucha                  | Libre 53 kg                     | 13 de octubre |
| Medalla de plata  | Alonso Escudero Rafael Gálvez | Squash                 | Dobles                          | 13 de octubre |
| Medalla de plata  | César Rodríguez | Atletismo              | Marcha 35 km                    | 14 de octubre |
| Medalla de plata  | Soledad Torre | Atletismo              | Maratón                         | 15 de octubre |
| Medalla de bronce | Alexia Sotomayor | Natación               | 50 metros espalda               | 2 de octubre  |
| Medalla de bronce | Jesús Liranzo | Clavados               | Plataforma 3 metros             | 3 de octubre  |
| Medalla de bronce | Alexia Sotomayor | Natación               | 100 metros espalda              | 3 de octubre  |
| Medalla de bronce | Ingrid Aranda | Karate                 | Kata individual                 | 3 de octubre  |
| Medalla de bronce | Pamela Noya Alessia Palacios Valeria Palacios Adriana Sanguineti | Remo                   | W4X                             | 3 de octubre  |
| Medalla de bronce | Alexia Sotomayor | Natación               | 200 metros espalda              | 4 de octubre  |
| Medalla de bronce | McKenna De Bever Jessica Cattaneo Rafaela Fernandini Alexia Sotomayor | Natación               | 4x100 relevo libre              | 4 de octubre  |
| Medalla de bronce | Carmela De La Barra | Taekwondo              | Poomsae individual              | 5 de octubre  |
| Medalla de bronce | Caudia De La Cruz | Karate                 | -50 kg                          | 5 de octubre  |
| Medalla de bronce | Inés Castillo | Bádminton              | Individual                      | 6 de octubre  |
| Medalla de bronce | Fernanda Saponara | Bádminton              | Individual                      | 6 de octubre  |
| Medalla de bronce | José Guevara | Bádminton              | Individual                      | 6 de octubre  |
| Medalla de bronce | Inés Castillo Paula La Torre | Bádminton              | Dobles                          | 6 de octubre  |
| Medalla de bronce | Namie Miyahira Fernanda Saponara | Bádminton              | Dobles                          | 6 de octubre  |
| Medalla de bronce | José Guevara | Bádminton              | Dobles                          | 6 de octubre  |
| Medalla de bronce | Inés Castillo José Guevara | Bádminton              | Dobles mixto                    | 6 de octubre  |
| Medalla de bronce | Paula La Torre Diego Mini | Bádminton              | Dobles mixto                    | 6 de octubre  |
| Medalla de bronce | Irwing Acuña Diego Alcántara Sergio Chávez Renato Delgado Jesús Jiménez Hugo Lescano Deynor Mifflin Luis Mori Jean Pierre Vargas Billyvardo Velezmoro Sócrates Vidal Antonio Zamora | Fútbol playa           | Torneo masculino                | 6 de octubre  |
| Medalla de bronce | Krishna Cortéz Hugo Del Castillo Carmela De La Barra Álvaro Pinto Luis Sacha | Taekwondo              | Poomsae estilo libre equipos    | 7 de octubre  |
| Medalla de bronce | Ana Méndez | Gimnasia artística     | Viga de equilibrio              | 8 de octubre  |
| Medalla de bronce | Daniel Barbieri Benny Bernaola Sebastián Blanco Álvaro Hidalgo Hiroshi La Torre Francis Mendoza Jassir Morón Benjamín Patrón Daniel Porras Eduardo Romay Bruno Seminario Juan Silva | Voleibol               | Torneo masculino                | 8 de octubre  |
| Medalla de bronce | Leodán Pezo | Boxeo                  | 63.5 kg                         | 10 de octubre |
| Medalla de bronce | José Lucar | Boxeo                  | 92 kg                           | 10 de octubre |
| Medalla de bronce | Valentina Porcella | Tiro                   | Trap                            | 10 de octubre |
| Medalla de bronce | Ximena Zorrilla | Atletismo              | Lanzamiento de martillo         | 12 de octubre |
| Medalla de bronce | Evelyn Inga | Atletismo              | Marcha 20 km                    | 12 de octubre |
| Medalla de bronce | Daryl Yamamoto | Judo                   | -100 kg                         | 12 de octubre |
| Medalla de bronce | Mariolina Saletti Sandro Saletti | Bochas                 | Pareja estilo raffa             | 13 de octubre |
| Medalla de bronce | Nathaly Herrera | Lucha                  | Libre 50 kg                     | 13 de octubre |
| Medalla de bronce | Yanet Sovero | Lucha                  | Libre 68 kg                     | 13 de octubre |
| Medalla de bronce | Luz Rojas | Atletismo              | 5000 m                          | 14 de octubre |
| Medalla de bronce | Luz Rojas | Atletismo              | 10000 m                         | 14 de octubre |
| Medalla de bronce | Evelyn Inga | Atletismo              | Marcha 35 km                    | 14 de octubre |
| Medalla de bronce | Paloma Macedo Alexis Morón | Bochas                 | Pareja estilo volo              | 14 de octubre |
| Medalla de bronce | Enrique Herrera | Lucha                  | Libre 57 kg                     | 14 de octubre |
| Medalla de bronce | Lucía Cruz | Tiro                   | Rifle 3 posiciones 50 metros    | 14 de octubre |
| Medalla de bronce | Anna López Elisa López Milagros López Miranda Nieto Carolina Rodríguez Rebeca Rodríguez Areli Sinarahua Abigail Sirio Belén Torres Daniela Torres                                   | Waterpolo              | Torneo femenino                 | 15 de octubre |

## Atletas
| Deporte                    | Deportistas |
| Ajedrez                    | 2           |
| Atletismo                  | 20          |
| Bádminton                  | 8           |
| Bochas                     | 6           |
| Bolos                      | 4           |
| Boxeo                      | 5           |
| Canotaje                   | 8           |
| Ciclismo                   | 5           |
| Ciclismo BMX               | 4           |
| Clavados                   | 6           |
| Equitación                 | 1           |
| Esgrima                    | 5           |
| Esquí acuático             | 2           |
| Físicoculturismo           | 3           |
| Fútbol                     | 18          |
| Fútbol playa               | 12          |
| Gimnasia artística         | 11          |
| Gimnasia en trampolín      | 2           |
| Gimnasia rítmica           | 9           |
| Golf                       | 4           |
| Hockey sobre césped        | 31          |
| Judo                       | 10          |
| Karate                     | 11          |
| Levantamiento de pesas     | 11          |
| Lucha                      | 10          |
| Nado sincronizado          | 9           |
| Natación                   | 15          |
| Natación en aguas abiertas | 4           |
| Patinaje de velocidad      | 1           |
| Remo                       | 10          |
| Rugby 7                    | 24          |
| Skateboarding              | 2           |
| Squash                     | 7           |
| Taekwondo                  | 9           |
| Tenis                      | 6           |
| Tenis de mesa              | 6           |
| Tiro                       | 14          |
| Tiro con arco              | 12          |
| Triatlón                   | 4           |
| Vela                       | 8           |
| Voleibol                   | 24          |
| Voleibol de playa          | 4           |
| Waterpolo                  | 10          |
| Total                      | 377         |

## Deportes

### Ajedrez
Femenino
| Atleta     | Evento | Rondas                  | Rondas                      | Rondas                    | Rondas                       | Rondas                  | Rondas                     | Rondas                        | Puntos | Posición         |
| Atleta     | Evento | 1                       | 2                           | 3                         | 4                            | 5                       | 6                          | 7                             | Puntos | Posición         |
| ---------- | ------ | ----------------------- | --------------------------- | ------------------------- | ---------------------------- | ----------------------- | -------------------------- | ----------------------------- | ------ | ---------------- |
| Deysi Cori | Blitz  | Annyo Otazo 1.00 - 0.00 | Gabriela Vargas 1.00 - 0.00 | Claudia Amura 0.50 - 0.50 | Andreína Quevedo 1.00 - 0.00 | Ely Cordero 1.00 - 0.00 | Beatriz Franco 1.00 - 0.00 | Monserrat Morales 1.00 - 0.00 | 1      | Medalla de oro   |
| Deysi Cori | Rápido | Annyo Otazo 1 - 0       | Mariana Lima 1 - 0          | Claudia Amura 0 - 1       | Gabriela Vargas 1 - 0        | Beatriz Franco 1 - 0    | Chaterine Kaslam 1 - 0     | Monserrat Morales 1 - 0       | 1      | Medalla de plata |

Masculino
| Atleta     | Evento | Rondas                       | Rondas                     | Rondas                     | Rondas                | Rondas                   | Rondas                      | Rondas                    | Puntos | Posición         |
| Atleta     | Evento | 1                            | 2                          | 3                          | 4                     | 5                        | 6                           | 7                         | Puntos | Posición         |
| ---------- | ------ | ---------------------------- | -------------------------- | -------------------------- | --------------------- | ------------------------ | --------------------------- | ------------------------- | ------ | ---------------- |
| Jorge Cori | Blitz  | Natha Filgueiras 1.00 - 0.00 | Pablos Salinas 0.00 - 1.00 | Andrés Escobar 1.00 - 0.00 | José Gemy 0.00 - 1.00 | Viresh Giasi 1.00 - 0.00 | Facundo Vázquez 1.00 - 0.00 | Axel Bachmann 1.00 - 0.00 | 1      | Medalla de plata |
| Jorge Cori | Rápido | Natha Filgueiras 1 - 0       | Federico Pérez 0 - 1       | Pablo Salinas 1 - 0        | José Castro 1 - 0     | Axel Bachmann 0 - 1      | José Gemy 1 - 0             | Facundo Vázquez 1 - 0     | 1      | Medalla de plata |

Mixto
| Atleta                | Evento | Puntos | Posición       |
| --------------------- | ------ | ------ | -------------- |
| Deysi Cori Jorge Cori | Blitz  | 11.50  | Medalla de oro |
| Deysi Cori Jorge Cori | Rápido |        | Medalla de oro |

### Atletismo
Femenino
Eventos de campo
| Atleta          | Evento                  | Final     | Final             |
| Atleta          | Evento                  | Distancia | Posición          |
| --------------- | ----------------------- | --------- | ----------------- |
| Ximena Zorrilla | Lanzamiento de martillo | 62.78     | Medalla de bronce |

Eventos de pista y ruta
| Atleta            | Evento                     | Final       | Final             |
| Atleta            | Evento                     | Tiempo      | Posición          |
| ----------------- | -------------------------- | ----------- | ----------------- |
| Diana Bazalar     | 100 metros vallas          | 15.44       | 6                 |
| Anita Poma        | 800 metros                 | 02:11.58    | 6                 |
| Verónica Huacasi  | 3000 metros con obstáculos | 11:37.91    | 6                 |
| Margarita Núñez   | 3000 metros con obstáculos | 10:41.02    | 4                 |
| Anita Poma        | 1500 metros                | 04:21.31    | 7                 |
| Jovana de la Cruz | 5000 metros                | 16:32.95    | 8                 |
| Luz Rojas         | 5000 metros                | 15:49.85    | Medalla de bronce |
| Jovana de la Cruz | 10000 metros               | 34:17.05    | 4                 |
| Luz Rojas         | 10000 metros               | 33:50.44    | Medalla de bronce |
| Evelyn Inga       | Marcha 20 kilómetros       | 1h 35:49.00 | Medalla de bronce |
| Evelyn Inga       | Marcha 35 kilómetros       | 2h 54:54.00 | Medalla de bronce |
| Soledad Torre     | Maratón                    | 2h 37:02.00 | Medalla de plata  |

Masculino
Eventos de campo
| Atleta            | Evento      | Final     | Final          |
| Atleta            | Evento      | Distancia | Posición       |
| ----------------- | ----------- | --------- | -------------- |
| José Luis Mandros | Salto largo | 8.07      | Medalla de oro |

Eventos de pista y ruta
| Atleta          | Evento                     | Eliminatoria | Eliminatoria | Final        | Final            |
| Atleta          | Evento                     | Tiempo       | Posición     | Tiempo       | Posición         |
| --------------- | -------------------------- | ------------ | ------------ | ------------ | ---------------- |
| Luis Angulo     | 100 metros                 | 10.610       | 6            | No clasificó | No clasificó     |
| Aron Earl       | 100 metros                 | 10.680       | 4            | No clasificó | No clasificó     |
| Marco Vilca     | 800 metros                 | ——————       | ——————       | DNS          | —                |
| Julio Palomino  | 3000 metros con obstáculos | ——————       | ——————       | DNF          | —                |
| Yuri Labra      |                            | ——————       | ——————       | DNF          | —                |
| Yuri Labra      | 5000 metros                | ——————       | ——————       | 14:23.74     | 6                |
| Frank Luján     | 5000 metros                | ——————       | ——————       | 14:41.03     | 7                |
| Frank Luján     | 10000 metros               | ——————       | ——————       | DNF          | —                |
| Luis Campos     | Marcha 20 kilómetros       | ——————       | ——————       | DNF          | —                |
| César Rodríguez | Marcha 20 kilómetros       | ——————       | ——————       | DNF          | —                |
| Luis Campos     | Marcha 35 kilómetros       | ——————       | ——————       | DNF          | —                |
| César Rodríguez | Marcha 35 kilómetros       | ——————       | ——————       | 2h 35:20.00  | Medalla de plata |
| René Champi     | Maratón                    | ——————       | ——————       | DNF          | —                |
| Luis Ostos      | Maratón                    | ——————       | ——————       | DNF          | —                |

### Bádminton
Femenino
| Atleta                           | Evento  | Dieciseisavos de final | Octavos de final      | Cuartos de final        | Semifinal           | Final           | Posición Final    |
| Atleta                           | Evento  | Rival Resultado        | Rival Resultado       | Rival Resultado         | Rival Resultado     | Rival Resultado | Posición Final    |
| -------------------------------- | ------- | ---------------------- | --------------------- | ----------------------- | ------------------- | --------------- | ----------------- |
| Inés Castillo                    | Singles | ——————                 | Juliana Giraldo 2 - 0 | Ashley Montre 0 - W     | Samia Passos 0 - 2  | No clasificó    | Medalla de bronce |
| Namie Miyahira                   | Singles | Juanita Siviora 2 - 0  | María Pérez 2 - 1     | Samia Passos 0 - 2      | No clasificó        | No clasificó    | No clasificó      |
| Fernanda Saponara                | Singles | ——————                 | Iona Gualdi 2 - 0     | Priyanna Devirani 2 - 0 | Juliana Viana 0 - 2 | No clasificó    | Medalla de bronce |
| Inés Castillo Paula La Torre     | Dobles  | ——————                 | ——————                | Paraguay 2 - 0          | Brasil 0 - 2        | No clasificó    | Medalla de bronce |
| Namie Miyahira Fernanda Saponara | Dobles  | ——————                 | Ecuador 2 - 0         | Colombia 2 - 1          | Brasil 0 - 2        | No clasificó    | Medalla de bronce |

Masculino
| Atleta                         | Evento  | Dieciseisavos de final   | Octavos de final | Cuartos de final    | Semifinal           | Final           | Posición Final    |
| Atleta                         | Evento  | Rival Resultado          | Rival Resultado  | Rival Resultado     | Rival Resultado     | Rival Resultado | Posición Final    |
| ------------------------------ | ------- | ------------------------ | ---------------- | ------------------- | ------------------- | --------------- | ----------------- |
| José Guevara                   | Singles | ——————                   | Mackie Lu 2 - 0  | Álan Erber 2 - 0    | Matias Santos 0 - 2 | No clasificó    | Medalla de bronce |
| Daniel La Torre                | Singles | Darren Van De Leuv 2 - 0 | Andy Baque 2 - 0 | Davi Carvalho 0 - 2 | No clasificó        | No clasificó    | No clasificó      |
| José Guevara Diego Mini        | Dobles  | —————————                | —————————        | Ecuador 2 - 0       | Brasil 0 - 2        | No clasificó    | Medalla de bronce |
| Daniel La Torre Diego Subauste | Dobles  | —————————                | —————————        | Ecuador 2 - 1       | Colombia 2 - 0      | Brasil 0 - 2    | Medalla de plata  |

Mixto
| Atleta | Evento  | Octavos de final                             | Cuartos de final                             | Semifinal       | Final           | Posición Final    |
| Atleta | Evento  | Rival Resultado                              | Rival Resultado                              | Rival Resultado | Rival Resultado | Posición Final    |
| --- | ------- | -------------------------------------------- | -------------------------------------------- | --------------- | --------------- | ----------------- |
| Inés Castillo José Guevara                                                                                           | Dobles  | Panamá 2 - 0                                 | Ecuador 2 - 0                                | Brasil 0 - 2    | No clasificó    | Medalla de bronce |
| Paula La Torre Diego Mini                                                                                            | Dobles  | Chile 0 - W                                  | Colombia 2 - 0                               | Brasil 0 - 2    | No clasificó    | Medalla de bronce |
| Inés Castillo José Guevara Daniel La Torre Paula La Torre Diego Mini Namie Miyahira Fernanda Saponara Diego Subauste | Equipos | Fase de grupos Surinam 5 - 0 Argentina 5 - 0 | Fase de grupos Surinam 5 - 0 Argentina 5 - 0 | Colombia 3 - 0  | Brasil 0 - 3    | Medalla de plata  |

### Bochas
Mixto
| Equipo                           | Evento                | Ronda de grupos          | Ronda de grupos          | Semifinal       | Final        | Posición final    |
| Equipo                           | Evento                | Rival Resultado          | Posición                 | Semifinal       | Final        | Posición final    |
| -------------------------------- | --------------------- | ------------------------ | ------------------------ | --------------- | ------------ | ----------------- |
| Rosalba Rojas Franz Saénz        | Pareja estilo petanca | Paraguay 5 - 6           | 3                        | No clasificó    | No clasificó | No clasificó      |
| Rosalba Rojas Franz Saénz        | Pareja estilo petanca | Venezuela 3 - 10         | 3                        | No clasificó    | No clasificó | No clasificó      |
| Mariolina Saletti Sandro Saletti | Pareja estilo raffa   | Paraguay 7 - 8           | 2                        | Argentina 8 - 9 | No clasificó | Medalla de bronce |
| Mariolina Saletti Sandro Saletti | Pareja estilo raffa   | Chile 9 - 8              | 2                        | Argentina 8 - 9 | No clasificó | Medalla de bronce |
| Paloma Macedo Alexis Morón       | Pareja estilo volo    | Clasificación 160 Puntos | Clasificación 160 Puntos | 26 Puntos       | No clasificó | Medalla de bronce |

### Bolos
Femenino
| Atleta                      | Evento     | Eliminatorias | Eliminatorias | Eliminatorias | Eliminatorias | Eliminatorias | Eliminatorias | Eliminatorias | Eliminatorias | Eliminatorias | Eliminatorias | Eliminatorias | Eliminatorias | Total | Posición | Cuartos de final | Semifinal    | Final        | Posición final |
| Atleta                      | Evento     | 1             | 2             | 3             | 4             | 5             | 6             | 7             | 8             | 9             | 10            | 11            | 12            | Total | Posición | Cuartos de final | Semifinal    | Final        | Posición final |
| --------------------------- | ---------- | ------------- | ------------- | ------------- | ------------- | ------------- | ------------- | ------------- | ------------- | ------------- | ------------- | ------------- | ------------- | ----- | -------- | ---------------- | ------------ | ------------ | -------------- |
| María Belleza               | Individual | 154           | 205           | 173           | 178           | 201           | 165           | 185           | 163           | 160           | 164           | 143           | 186           | 2077  | 13       | No clasificó     | No clasificó | No clasificó | No clasificó   |
| Yumi Yuzuriha               | Individual | 197           | 167           | 193           | 200           | 174           | 181           | 163           | 189           | 200           | 178           | 186           | 248           | 2276  | 9        | No clasificó     | No clasificó | No clasificó | No clasificó   |
| María Belleza Yumi Yuzuriha | Dobles     | 396           | 346           | 394           | 301           | 341           | 397           | 362           | 302           | 361           | 376           | 355           | 363           | 2119  | 6        | No clasificó     | No clasificó | No clasificó | No clasificó   |

Masculino
| Atleta                          | Evento     | Eliminatorias | Eliminatorias | Eliminatorias | Eliminatorias | Eliminatorias | Eliminatorias | Eliminatorias | Eliminatorias | Eliminatorias | Eliminatorias | Eliminatorias | Eliminatorias | Total | Posición | Cuartos de final          | Semifinal            | Final                    | Posición final |
| Atleta                          | Evento     | 1             | 2             | 3             | 4             | 5             | 6             | 7             | 8             | 9             | 10            | 11            | 12            | Total | Posición | Cuartos de final          | Semifinal            | Final                    | Posición final |
| ------------------------------- | ---------- | ------------- | ------------- | ------------- | ------------- | ------------- | ------------- | ------------- | ------------- | ------------- | ------------- | ------------- | ------------- | ----- | -------- | ------------------------- | -------------------- | ------------------------ | -------------- |
| Kenny Kishimoto                 | Individual | 178           | 244           | 232           | 155           | 265           | 236           | 172           | 174           | 245           | 279           | 224           | 215           | 2619  | 1        | Diego Friedmann 637 - 587 | Raúl Ayala 583 - 527 | Jaime González 686 - 620 | Medalla de oro |
| Víctor Tateishi                 | Individual | 209           | 180           | 192           | 152           | 197           | 187           | 219           | 207           | 216           | 201           | 210           | 231           | 2401  | 13       | No clasificó              | No clasificó         | No clasificó             | No clasificó   |
| Kenny Kishimoto Víctor Tateishi | Dobles     | 452           | 469           | 451           | 390           | 345           | 344           | 353           | 318           | 442           | 381           | 387           | 374           | 2255  | 10       | No clasificó              | No clasificó         | No clasificó             | No clasificó   |

### Boxeo
Masculino
| Atleta        | Evento  | Octavos de final            | Cuartos de final      | Semifinal            | Final           | Posición Final    |
| Atleta        | Evento  | Rival Resultado             | Rival Resultado       | Rival Resultado      | Rival Resultado | Posición Final    |
| ------------- | ------- | --------------------------- | --------------------- | -------------------- | --------------- | ----------------- |
| Williams Peña | 51 kg   | ——————                      | Ruan Do Vale 0 - 5    | No clasificó         | No clasificó    | No clasificó      |
| Darwin Pérez  | 57 kg   | Javier Vásquez 5 - 0        | Keevin Allicock 0 - 5 | No clasificó         | No clasificó    | No clasificó      |
| Leodán Pezo   | 63.5 kg | ——————                      | Colin Lewis 3 - 2     | José Viafara 0 - 5   | No clasificó    | Medalla de bronce |
| Luis Miranda  | 71 kg   | Wanderson De Oliveira 0 - 5 | No clasificó          | No clasificó         | No clasificó    | No clasificó      |
| José Lucar    | 92 kg   | ————————————                | ————————————          | Julio Castillo 0 - 5 | No clasificó    | Medalla de bronce |

### Canotaje
Femenino
| Atleta                           | Evento        | Eliminatorias | Eliminatorias | Semifinal    | Semifinal    | Final        | Final        |
| Atleta                           | Evento        | Tiempo        | Posición      | Tiempo       | Posición     | Tiempo       | Posición     |
| -------------------------------- | ------------- | ------------- | ------------- | ------------ | ------------ | ------------ | ------------ |
| Cristy Barboza                   | C1 200 metros | ————————————  | ————————————  | ———————————— | ———————————— | 01:03.93     | 5            |
| Grecia Gomringer                 | K1 200 metros | ————————————  | ————————————  | ———————————— | ———————————— | 53.87        | 7            |
| Diana Gomringer                  | K1 500 metros | ————————————  | ————————————  | ———————————— | ———————————— | 02:36.73     | 7            |
| Diana Gomringer Grecia Gomringer | K2 500 metros | ————————————  | ————————————  | ———————————— | ———————————— | 02:19.91     | 5            |
| Lenny Ramírez                    | K1            | 03:23.25      | 5             | DNF          | —            | No clasificó | No clasificó |
| Lenny Ramírez                    | K1 extremo    | 44.68         | 8             | 03.00        | 3            | No clasificó | No clasificó |

Masculino
| Atleta             | Evento         | Eliminatorias | Eliminatorias | Semifinal    | Semifinal    | Final        | Final        |
| Atleta             | Evento         | Tiempo        | Posición      | Tiempo       | Posición     | Tiempo       | Posición     |
| ------------------ | -------------- | ------------- | ------------- | ------------ | ------------ | ------------ | ------------ |
| Segundo Angulo     | K1 1000 metros | ————————————  | ————————————  | ———————————— | ———————————— | 04:35.72     | 7            |
| Esteven Hidalgo    | K1 200 metros  | ————————————  | ————————————  | ———————————— | ———————————— | 42.98        | 8            |
| John Rodríguez     | C1             | 05:34.23      | 6             | No clasificó | No clasificó | No clasificó | No clasificó |
| Eriberto Gutiérrez | K1             | 02:01.03      | 6             | No clasificó | No clasificó | No clasificó | No clasificó |
| John Rodríguez     | K1 extremo     | 39.37         | 9             | 03.00        | 3            | No clasificó | No clasificó |

### Ciclismo BMX
Femenino
| Atleta            | Evento | Carrera | Carrera | Carrera | Final | Posición Final |
| Atleta            | Evento | 1       | 2       | 3       | Final | Posición Final |
| ----------------- | ------ | ------- | ------- | ------- | ----- | -------------- |
| Micaela Fernández | Racing | 6       | 6       | 6       | —     | 6              |

Masculino
| Atleta         | Evento    | Carrera                | Carrera                | Carrera                | Final        | Posición Final |
| Atleta         | Evento    | 1                      | 2                      | 3                      | Final        | Posición Final |
| -------------- | --------- | ---------------------- | ---------------------- | ---------------------- | ------------ | -------------- |
| Harafa Fajardo | Freestyle | Clasificación 26.66 12 | Clasificación 26.66 12 | Clasificación 26.66 12 | No clasificó | No clasificó   |
| Job Montañéz   | Freestyle | Clasificación 55.83 8  | Clasificación 55.83 8  | Clasificación 55.83 8  | 70.33        | 5              |
| André Lacroix  | Racing    | 5                      | DNF                    | DNF                    | No clasificó | No clasificó   |

### Ciclismo de pista
Masculino
| Atleta                                                | Evento                  | Clasificación      | Clasificación      | Scratch            | Tempo Race         | Eliminación        | Puntos             | Final           | Final        | Posición final |
| Atleta                                                | Evento                  | Tiempo             | Posición           | Scratch            | Tempo Race         | Eliminación        | Puntos             | Tiempo / Puntos | Posición     | Posición final |
| ----------------------------------------------------- | ----------------------- | ------------------ | ------------------ | ------------------ | ------------------ | ------------------ | ------------------ | --------------- | ------------ | -------------- |
| Francis Cachique                                      | Keirin                  | —                  | 5                  | —————————————————— | —————————————————— | —————————————————— | —————————————————— | —               | 7            | 7              |
| Hugo Ruiz Robinson Ruiz                               | Madison                 | —————————————————— | —————————————————— | —————————————————— | —————————————————— | —————————————————— | —————————————————— | 15              | 4            | 4              |
| Hugo Ruiz                                             | Ómnium                  | ——————             | ——————             | 26                 | 38                 | 28                 | 51                 | ——————          | ——————       | 4              |
| Robinson Ruiz                                         | Ómnium                  | ——————             | ——————             | 32                 | 22                 | 22                 | DNF                | ——————          | ——————       | —              |
| Francis Cachique                                      | Velocidad individual    | 10.70              | 11                 | —————————————————— | —————————————————— | —————————————————— | —————————————————— | No clasificó    | No clasificó | No clasificó   |
| Axel Castro Maximiliano Coila Hugo Ruiz Robinson Ruiz | Persecución por equipos | 04:23.02           | 5                  | —————————————————— | —————————————————— | —————————————————— | —————————————————— | No clasificó    | No clasificó | No clasificó   |

### Ciclismo de ruta
Masculino
| Atleta            | Evento                | Final       | Final    |
| Atleta            | Evento                | Tiempo      | Posición |
| ----------------- | --------------------- | ----------- | -------- |
| Axel Castro       | Ruta individual fondo | DNF         | —        |
| Maximiliano Coila | Ruta individual fondo | DNF         | —        |
| Hugo Ruiz         | Ruta individual fondo | 3h 44:29.00 | 24       |
| Robinson Ruiz     | Ruta individual fondo | DNF         | —        |

### Clavados
Femenino
| Atleta                  | Evento                          | Final  | Final            |
| Atleta                  | Evento                          | Puntos | Posición         |
| ----------------------- | ------------------------------- | ------ | ---------------- |
| Ana Ricci               | Trampolín 1 metro               | 189.10 | 7                |
| Mayte Salinas           | Trampolín 1 metro               | 184.15 | 8                |
| Ana Ricci               | Trampolín 3 metros              | 243.80 | 4                |
| Mayte Salinas           | Trampolín 3 metros              | 214.45 | 7                |
| Ana Ricci Mayte Salinas | Trampolín 3 metros sincronizado | 219.84 | Medalla de plata |
| Pamela Reyes            | Plataforma 10 metros            | 198.90 | 5                |

Masculino
| Atleta                     | Evento                          | Final  | Final             |
| Atleta                     | Evento                          | Puntos | Posición          |
| -------------------------- | ------------------------------- | ------ | ----------------- |
| Facundo Meza               | Trampolín 1 metro               | 280.70 | 8                 |
| Daniel Pinto               | Trampolín 1 metro               | 104.10 | 9                 |
| Jesús Liranzo              | Trampolín 3 metros              | 382.75 | Medalla de bronce |
| Daniel Pinto               | Trampolín 3 metros              | 316.30 | 9                 |
| Daniel Pinto Jesús Liranzo | Trampolín 3 metros sincronizado | 311.85 | 4                 |
| Jesús Liranzo              | Plataforma 10 metros            | 409.75 | Medalla de plata  |

### Equitación
Mixto
| Atleta               | Evento           | Primera prueba | Primera prueba | Segunda prueba                                    | Segunda prueba                                    | Tercera prueba | Tercera prueba |
| Atleta               | Evento           | Tiempo         | Posición       | Tiempo                                            | Posición                                          | Tiempo         | Posición       |
| -------------------- | ---------------- | -------------- | -------------- | ------------------------------------------------- | ------------------------------------------------- | -------------- | -------------- |
| Alessandra Battilana | Salto individual | 84.49          | 13             | Primera ronda 79.73 — 15 Segunda ronda 83.14 — 15 | Primera ronda 79.73 — 15 Segunda ronda 83.14 — 15 | 0              | —              |

### Esgrima
Femenino
| Atleta           | Evento            | Clasificación | Clasificación | Octavos de final       | Cuartos de final     | Semifinal              | Final                  | Posición       |
| Atleta           | Evento            | Victorias     | Posición      | Rival Resultado        | Rival Resultado      | Rival Resultado        | Rival Resultado        | Posición       |
| ---------------- | ----------------- | ------------- | ------------- | ---------------------- | -------------------- | ---------------------- | ---------------------- | -------------- |
| María Luisa Doig | Espada individual | 3             | 2             | Bettina Alberti 15 - 5 | Paula Vásquez 15 - 2 | Melisa Englert 15 - 11 | María Di Tella 14 - 13 | Medalla de oro |

Masculino
| Atleta                                                  | Evento             | Clasificación | Clasificación | Octavos de final         | Cuartos de final    | Semifinal         | Final             | Posición     |
| Atleta                                                  | Evento             | Victorias     | Posición      | Rival Resultado          | Rival Resultado     | Rival Resultado   | Rival Resultado   | Posición     |
| ------------------------------------------------------- | ------------------ | ------------- | ------------- | ------------------------ | ------------------- | ----------------- | ----------------- | ------------ |
| Isaac Ariza                                             | Florete individual | 2             | 4             | Nicolás Marino 15 - 14   | Junior Leal 12 - 15 | No clasificó      | No clasificó      | No clasificó |
| Lucas Lutar                                             | Florete individual | 2             | 3             | Henrique Pereira 13 - 15 | No clasificó        | No clasificó      | No clasificó      | No clasificó |
| Isaac Ariza Joaquín Espinoza Alessio Fukuda Lucas Lutar | Florete equipos    | ——————        | ——————        | ——————                   | Colombia 45 - 42    | Argentina 28 - 45 | Venezuela 33 - 45 | 4            |

### Esquí acuático
Femenino
| Atleta            | Evento  | Semifinal | Semifinal | Final        | Final            |
| Atleta            | Evento  | Puntos    | Posición  | Puntos       | Posición         |
| ----------------- | ------- | --------- | --------- | ------------ | ---------------- |
| Delfina Cuglievan | Figuras | 40        | 9         | No clasificó | No clasificó     |
| Natalia Cuglievan | Figuras | 6820      | 1         | 7100         | Medalla de plata |
| Delfina Cuglievan | Overall | 981.3     | 5         | 975.2        | 5                |
| Delfina Cuglievan | Salto   | 0.00      | 5         | No clasificó | No clasificó     |
| Delfina Cuglievan | Slalom  | MC 13.00  | 5         | MC 18.00     | 5                |

### Físicoculturismo
Femenino
| Atleta            | Evento                       | Semifinal | Semifinal | Final        | Final        |
| Atleta            | Evento                       | Puntos    | Posición  | Puntos       | Posición     |
| ----------------- | ---------------------------- | --------- | --------- | ------------ | ------------ |
| María Huambachano | Fitness coreográfico         | 61        | 6         | No clasificó | No clasificó |
| Olga Pinedo       | Bikini Fitness hasta 1.63mts | 25        | 4         | 22           | 5            |

Masculino
| Atleta          | Evento         | Semifinal | Semifinal | Final  | Final    |
| Atleta          | Evento         | Puntos    | Posición  | Puntos | Posición |
| --------------- | -------------- | --------- | --------- | ------ | -------- |
| Alexis Ronceros | Men's physique | 25        | 2         | 23     | 5        |

### Fútbol
Masculino
| Equipo | Evento           | Ronda de grupos | Ronda de grupos | Semifinal       | Final           |
| Equipo | Evento           | Rival Resultado | Posición        | Rival Resultado | Rival Resultado |
| --- | ---------------- | --------------- | --------------- | --------------- | --------------- |
| Flavio Alcedo José Nicolás Amasifuen Jose Sebastián Amasifuen Jeffrey Cabellos Denzel Caña Jack Carhuallanqui Leonardo Díaz Juan Goicochea Dorian Moyano Aldo Olaya Gilmar Paredes Bruno Portugal Valentino Sandoval Sais Santibáñez Jorge Tandazo Diether Vásquez Lisardo Vásquez Anderson Villacorta | Torneo masculino | Paraguay 0 - 6  | 4               | No clasificó    | No clasificó    |
| Flavio Alcedo José Nicolás Amasifuen Jose Sebastián Amasifuen Jeffrey Cabellos Denzel Caña Jack Carhuallanqui Leonardo Díaz Juan Goicochea Dorian Moyano Aldo Olaya Gilmar Paredes Bruno Portugal Valentino Sandoval Sais Santibáñez Jorge Tandazo Diether Vásquez Lisardo Vásquez Anderson Villacorta | Torneo masculino | Venezuela 1 - 1 | 4               | No clasificó    | No clasificó    |
| Flavio Alcedo José Nicolás Amasifuen Jose Sebastián Amasifuen Jeffrey Cabellos Denzel Caña Jack Carhuallanqui Leonardo Díaz Juan Goicochea Dorian Moyano Aldo Olaya Gilmar Paredes Bruno Portugal Valentino Sandoval Sais Santibáñez Jorge Tandazo Diether Vásquez Lisardo Vásquez Anderson Villacorta | Torneo masculino | Uruguay 1 - 1   | 4               | No clasificó    | No clasificó    |

### Fútbol playa
Masculino
| Equipo | Evento           | Todos contra todos                                            | Todos contra todos |
| Equipo | Evento           | Rival Resultado                                               | Posición           |
| --- | ---------------- | ------------------------------------------------------------- | ------------------ |
| Irwing Acuña Diego Alcántara Sergio Chávez Renato Delgado Jesús Jiménez Hugo Lescano Deynor Mifflin Luis Mori Jean Pierre Vargas Billyvardo Velezmoro Sócrates Vidal Antonio Zamora | Torneo masculino | Uruguay 6 - 5 Argentina 4 - 6 Venezuela 2 - 1 Paraguay 4 - 11 | Medalla de bronce  |

### Gimnasia artística
Femenino
| Atleta                                                        | Evento  | Aparato       | Aparato            | Aparato | Aparato | Total   | Posición Final |        |        |        |    |
| ------------------------------------------------------------- | ------- | ------------- | ------------------ | ------- | ------- | ------- | -------------- | ------ | ------ | ------ | -- |
| Atleta                                                        | Evento  | Fabiana Cuneo | General individual | 0       | 10.667  | Total   | Posición Final | 11.767 | 10.400 | 32.834 | 35 |
| Ana Méndez                                                    | 12.767  | 12.200        | General individual | 11.233  | 12.033  | 48.233  | 12             |        |        |        |    |
| Ana Rengifo                                                   | 10.300  | 0             | General individual | 11.900  | 0       | 22.200  | 39             |        |        |        |    |
| Annia Terán                                                   | 9.400   | 8.467         | General individual | 11.467  | 10.767  | 40.101  | 31             |        |        |        |    |
| Chris Centeno Fabiola Díaz Ana Méndez Ana Rengifo Annia Terán | Equipos | 32.467        | 31.334             | 35.134  | 33.200  | 132.135 | 6              |        |        |        |    |

Finales
| Atleta     | Evento             | Puntos | Posición          |
| ---------- | ------------------ | ------ | ----------------- |
| Ana Méndez | Barras asimétricas | 11.400 | 6                 |
| Ana Méndez | Viga de equilibrio | 12.067 | Medalla de bronce |

Masculino
| Atleta                                                                                  | Evento  | Aparato       | Aparato            | Aparato | Aparato | Aparato | Aparato | Total   | Posición Final |        |        |        |    |
| --------------------------------------------------------------------------------------- | ------- | ------------- | ------------------ | ------- | ------- | ------- | ------- | ------- | -------------- | ------ | ------ | ------ | -- |
| Atleta                                                                                  | Evento  | Daniel Agüero | General individual | 12.450  | 11.600  | 12.400  | 12.050  | Total   | Posición Final | 13.400 | 13.500 | 75.400 | 12 |
| Edward Alarcón                                                                          | 13.050  | 12.600        | General individual | 12.650  | 12.200  | 13.700  | 10.200  | 74.400  | 15             |        |        |        |    |
| Mauricio Gallegos                                                                       | 12.300  | 0             | General individual | 12.650  | 0       | 0       | 0       | 24.950  | 42             |        |        |        |    |
| Edward Gonzáles                                                                         | 12.600  | 11.950        | General individual | 12.400  | 13.000  | 13.550  | 13.600  | 77.100  | 7              |        |        |        |    |
| Luis Pizarro                                                                            | 0       | 11.700        | General individual | 0       | 11.900  | 13.150  | 12.800  | 49.550  | 34             |        |        |        |    |
| Arián Prado                                                                             | 12.400  | 11.400        | General individual | 12.400  | 0       | 0       | 12.200  | 48.400  | 36             |        |        |        |    |
| Daniel Agüero Edward Alarcón Mauricio Gallegos Edward Gonzáles Luis Pizarro Arián Prado | Equipos | 50.500        | 47.850             | 50.100  | 49.150  | 54.500  | 52.200  | 304.300 | 4              |        |        |        |    |

Finales
| Atleta          | Evento                | Puntos | Posición |
| --------------- | --------------------- | ------ | -------- |
| Edward Alarcón  | Anillas               | 11.625 | 8        |
| Edward Alarcón  | Barras paralelas      | 11.925 | 8        |
| Edward Alarcón  | Caballete con arzones | 12.600 | 4        |
| Daniel Agüero   | Piso                  | 12.750 | 7        |
| Edward Gonzáles | Piso                  | 12.925 | 6        |

### Gimnasia en trampolín
Masculino
| Atleta          | Evento     | Eliminatoria | Eliminatoria | Final        | Final        |
| Atleta          | Evento     | Puntos       | Posición     | Puntos       | Posición     |
| --------------- | ---------- | ------------ | ------------ | ------------ | ------------ |
| David Figueroa  | Individual | 38.370       | 10           | No clasificó | No clasificó |
| Miguel Valencia | Individual | 49.105       | 7            | 10.340       | 6            |

### Gimnasia rítmica
Femenino
| Atleta                                                                     | Evento                     | Clasificación | Clasificación | Final        | Final        |
| Atleta                                                                     | Evento                     | Puntos        | Posición      | Puntos       | Posición     |
| -------------------------------------------------------------------------- | -------------------------- | ------------- | ------------- | ------------ | ------------ |
| Valeria Cumpa                                                              | Aro                        | 22.100        | 5             | No clasificó | No clasificó |
| Carmen León                                                                | Aro                        | 18.750        | 8             | No clasificó | No clasificó |
| Flavia León                                                                | Aro                        | 21.250        | 6             | No clasificó | No clasificó |
| Valeria Cumpa                                                              | Balón                      | 7.200         | 7             | No clasificó | No clasificó |
| Flavia León                                                                | Balón                      | 22.700        | 5             | No clasificó | No clasificó |
| Laura Yapias                                                               | Balón                      | 18.500        | 8             | No clasificó | No clasificó |
| Valeria Cumpa                                                              | Cinta                      | 19.450        | 6             | No clasificó | No clasificó |
| Flavia León                                                                | Cinta                      | 20.950        | 4             | No clasificó | No clasificó |
| Laura Yapias                                                               | Cinta                      | 15.500        | 8             | No clasificó | No clasificó |
| Valeria Cumpa                                                              | Mazas                      | 19.300        | 5             | No clasificó | No clasificó |
| Carmen León                                                                | Mazas                      | 18.150        | 7             | No clasificó | No clasificó |
| Flavia León                                                                | Mazas                      | 17.800        | 8             | No clasificó | No clasificó |
| Nikole Cumpa Grisely Bazalar Hannah Navas Antonella Rocha Camila Rodríguez | Conjuntos 1er ejercicio    | 22.600        | 5             | No clasificó | No clasificó |
| Nikole Cumpa Grisely Bazalar Hannah Navas Antonella Rocha Camila Rodríguez | Conjuntos 2.º ejercicio    | 15.900        | 6             | No clasificó | No clasificó |
| Nikole Cumpa Grisely Bazalar Hannah Navas Antonella Rocha Camila Rodríguez | Conjuntos concurso general | ———————       | ———————       | 38.500       | 6            |
| Valeria Cumpa                                                              | Múltiple individual        | 82.000        | 16            | No clasificó | No clasificó |
| Carmen León                                                                | Múltiple individual        | 36.900        | 19            | No clasificó | No clasificó |
| Flavia León                                                                | Múltiple individual        | 82.700        | 14            | No clasificó | No clasificó |
| Laura Yapias                                                               | Múltiple individual        | 34.000        | 20            | No clasificó | No clasificó |

### Golf
Femenino
| Atleta        | Evento     | Final   | Final   | Final   | Final   | Final | Final    |
| Atleta        | Evento     | Ronda 1 | Ronda 2 | Ronda 3 | Ronda 4 | Total | Posición |
| ------------- | ---------- | ------- | ------- | ------- | ------- | ----- | -------- |
| Zoe Pinillos  | Individual | 81      | ——————  | ——————  | ——————  | 81    | 16       |
| Aitana Tuesta | Individual | 81      | 85      | 81      | 79      | 326   | 10       |

Masculino
| Atleta      | Evento     | Final   | Final   | Final   | Final   | Final | Final    |
| Atleta      | Evento     | Ronda 1 | Ronda 2 | Ronda 3 | Ronda 4 | Total | Posición |
| ----------- | ---------- | ------- | ------- | ------- | ------- | ----- | -------- |
| José Muñóz  | Individual | 73      | 77      | 80      | 79      | 309   | 25       |
| Erik Plenge | Individual | 75      | 77      | 72      | 75      | 299   | 15       |

Mixto
| Atleta                                            | Evento  | Final   | Final   | Final   | Final   | Final | Final    |
| Atleta                                            | Evento  | Ronda 1 | Ronda 2 | Ronda 3 | Ronda 4 | Total | Posición |
| ------------------------------------------------- | ------- | ------- | ------- | ------- | ------- | ----- | -------- |
| José Muñóz Zoe Pinillos Erik Plenge Aitana Tuesta | Equipos | 154     | 162     | 153     | 154     | 623   | 8        |

### Hockey sobre césped
Femenino
| Equipo | Evento          | Todos contra todos                                          | Todos contra todos |
| Equipo | Evento          | Rival Resultado                                             | Posición           |
| --- | --------------- | ----------------------------------------------------------- | ------------------ |
| Solange Alonso Fabiana Arnao Xiomara Bellina Alexandra Castro María Jiménez Gretell Mejía Camila Méndez Marina Montes Victoria Montes Samar Mubarak Daniela Ramírez María Fe Romero Renata Sangio Jasmín Werner | Torneo femenino | Uruguay 0 - 14 Chile 0 - 16 Paraguay 0 - 1 Argentina 0 - 20 | 5                  |

Masculino
| Equipo | Evento           | Ronda de grupos  | Ronda de grupos | Semifinal 2     | Final por Bronce | Posición Final |
| Equipo | Evento           | Rival Resultado  | Posición        | Rival Resultado | Rival Resultado  | Posición Final |
| --- | ---------------- | ---------------- | --------------- | --------------- | ---------------- | -------------- |
| Manuel Barco Darwin Chávez Diego Chipana Angelov Contreras Gianfranco Curo Luis De Martis Sebastián Dennison Rodrigo Díaz Sebastián Guillen Adrián Huacchillo Adrián Huanca Daniela Larrañaga Fernando López Félix Mafferetti Carlos Morales Gabriel Pezo Leon-Alexandre Schouller | Torneo masculino | Argentina 0 - 17 | 2               | Chile 0 - 11    | Brasil 0 - 5     | 4              |
| Manuel Barco Darwin Chávez Diego Chipana Angelov Contreras Gianfranco Curo Luis De Martis Sebastián Dennison Rodrigo Díaz Sebastián Guillen Adrián Huacchillo Adrián Huanca Daniela Larrañaga Fernando López Félix Mafferetti Carlos Morales Gabriel Pezo Leon-Alexandre Schouller | Torneo masculino | Uruguay 2 - 1    | 2               | Chile 0 - 11    | Brasil 0 - 5     | 4              |

### Judo
Femenino
| Atleta          | Evento | Cuartos de final           | Semifinal             | Final                   | Posición Final   |
| Atleta          | Evento | Rival Resultado            | Rival Resultado       | Rival Resultado         | Posición Final   |
| --------------- | ------ | -------------------------- | --------------------- | ----------------------- | ---------------- |
| Thalía Gamarra  | -48 kg | Alejandra Narvaez 0 - 1    | No clasificó          | No clasificó            | No clasificó     |
| Marian Flores   | -57 kg | Fiorella Aranda 1 - 0      | Candela Gómez 1 - 0   | Gabrielle Limeira 0 - 1 | Medalla de plata |
| Xsara Morales   | -70 kg | Alejandra Baldiviezo 1 - 0 | Celinda Corozo 0 - 1  | No clasificó            | No clasificó     |
| Camila Figueroa | -78 kg | Magdalena Galeano 1 - 0    | Beatriz Furtado 0 - 1 | No clasificó            | No clasificó     |

Masculino
| Atleta          | Evento  | Cuartos de final        | Semifinal               | Final              | Posición Final    |
| Atleta          | Evento  | Rival Resultado         | Rival Resultado         | Rival Resultado    | Posición Final    |
| --------------- | ------- | ----------------------- | ----------------------- | ------------------ | ----------------- |
| Dilmer Calle    | -60 kg  | Alejandro Zamudio 1 - 0 | Juan Avala 0 - 1        | No clasificó       | No clasificó      |
| Juan Postigos   | -66 kg  | Juan Pérez 0 - 1        | No clasificó            | No clasificó       | No clasificó      |
| Alonso Wong     | -73 kg  | ——————                  | Sergio Mattey 1 - 0     | Jonás Castro 1 - 0 | Medalla de oro    |
| Javier Saavedra | -81 kg  | Diego Noguera 1 - 0     | Jorge Pérez 0 - 1       | No clasificó       | No clasificó      |
| Yuta Galarreta  | -90 kg  | Vinicius Mendes 1 - 0   | Carlos Páez 1 - 0       | Mariano Coto 1 - 0 | Medalla de oro    |
| Daryl Yamamoto  | -100 kg | ——————                  | Antonio Rodríguez 0 - 1 | No clasificó       | Medalla de bronce |

Mixto
| Atleta                                                                                              | Evento         | Semifinal       | Final           | Posición Final   |
| Atleta                                                                                              | Evento         | Rival Resultado | Rival Resultado | Posición Final   |
| --------------------------------------------------------------------------------------------------- | -------------- | --------------- | --------------- | ---------------- |
| Dilmer Calle Camila Figueroa Marian Flores Juan Postigos Javier Saavedra Alonso Wong Daryl Yamamoto | Equipos mixtos | Colombia 4 - 1  | Brasil 3 - 4    | Medalla de plata |

### Karate
Femenino
| Atleta             | Evento           | Round robin                                                                                 | Cuartos de final | Semifinal              | Repechaje                                       | Final                                           | Posición Final    |
| Atleta             | Evento           | Rival Resultado                                                                             | Rival Resultado  | Rival Resultado        | Rival Resultado                                 | Rival Resultado                                 | Posición Final    |
| ------------------ | ---------------- | ------------------------------------------------------------------------------------------- | ---------------- | ---------------------- | ----------------------------------------------- | ----------------------------------------------- | ----------------- |
| Claudia De La Cruz | -50 kg           | Lili Alvarado 3 - 6 Yamila Benítez 2 () - () 2 Fernanda Vega 4 - 0                          | ——————           | Yorgelis Salazar 1 - 6 | No clasificó                                    | No clasificó                                    | Medalla de bronce |
| Hiromi Sánchez     | -55 kg           | Yennifer Servin 2 - 4 Ileana Miranda 2 - 0 Geraldin Peña 1 - 3 Valentina Toro 0 - 4         | No clasificó     | No clasificó           | No clasificó                                    | No clasificó                                    | No clasificó      |
| Alexandra Grande   | -61 kg           | Yennifer Meza 8 - 0 Briza Sandoval 9 - 0 Sabrina Zefino 10 - 1 Claudymar Garcés 0 () - () 0 | Laura Díaz 4 - 2 |                        |                                                 |                                                 | Medalla de oro    |
| Sol Cabrera        | -68 kg           | Selena Luján 0 - 0 Wendy Mosquera 2 - 6 Marianth Cuervo 0 - 8                               | No clasificó     | No clasificó           | No clasificó                                    | No clasificó                                    | No clasificó      |
| Gianella Lozano    | +68 kg           | Valentina Castro 1 (0) - 1 (1) Oriana Rodríguez 2 - 4                                       | No clasificó     | No clasificó           | No clasificó                                    | No clasificó                                    | No clasificó      |
| Ingrid Aranda      | Katas individual | Eliminatorias                                                                               | Eliminatorias    | Eliminatorias          | Medalla de bronce Julieta Mancilla 23.34 puntos | Medalla de bronce Julieta Mancilla 23.34 puntos | Medalla de bronce |

Masculino
| Atleta          | Evento           | Round robin                                                                                                 | Cuartos de final | Semifinal       | Repechaje       | Final                         | Posición Final   |
| Atleta          | Evento           | Rival Resultado                                                                                             | Rival Resultado  | Rival Resultado | Rival Resultado | Rival Resultado               | Posición Final   |
| --------------- | ---------------- | --- | ---------------- | --------------- | --------------- | ----------------------------- | ---------------- |
| Amado Escalante | -60 kg           | Douglas Bose 1 - 3 Roberto Payares 2 (SEN)- 2 Jesús Veintimilla 8 - 3 César Riera 2 - 6                     | No clasificó     | No clasificó    | No clasificó    | No clasificó                  | No clasificó     |
| Klaus Hurtado   | -67 kg           | Sebastián Soliz 1 - 6 Andrés Madera 0 - 3 Radjvir Somai 6 - 0 Camilo Velozo 2 - 8                           | No clasificó     | No clasificó    | No clasificó    | No clasificó                  | No clasificó     |
| Juan Ríos       | -75 kg           | Alisson Santana 2 - 7 Luis Choez 3 - 7 Álex Meneses 1 - 2 Jhosed Ortuño 4 - 4 (SEN) Francisco Barrios 0 - 3 | No clasificó     | No clasificó    | No clasificó    | No clasificó                  | No clasificó     |
| Kevin Román     | +84 kg           | Fernando Ramírez 2 - 4 Crixon Guzmán 0 - 8 Rodrigo Rojas 0 - 8                                              | No clasificó     | No clasificó    | No clasificó    | No clasificó                  | No clasificó     |
| Mariano Wong    | Katas individual | Eliminatorias                                                                                               | Eliminatorias    | Eliminatorias   | Eliminatorias   | Cleiver Casanova 23.08 puntos | Medalla de plata |

### Levantamiento de pesas
Femenino
| Atleta            | Evento | Arranque | Envión | Total | Posición         |
| ----------------- | ------ | -------- | ------ | ----- | ---------------- |
| Anali Saldarriaga | 49 kg  | 70       | 87     | 157   | 4                |
| Shoely Mego       | 55 kg  | 108      | 84     | 192   | Medalla de plata |
| Stefania Silva    | 59 kg  | 73       | 87     | 160   | 6                |
| Eldi Paredes      | 64 kg  | 90       | 110    | 200   | 4                |

Masculino
| Atleta            | Evento  | Arranque | Envión | Total | Posición         |
| ----------------- | ------- | -------- | ------ | ----- | ---------------- |
| Marcos Rojas      | 61 kg   | 140      | 113    | 253   | 4                |
| Luis Bardalez     | 67 kg   | 166      | 128    | 294   | 4                |
| Óscar Terrones    | 73 kg   | 120      | 145    | 265   | 7                |
| Santiago Villegas | 81 kg   | 127      | 166    | 293   | 4                |
| Amel Atencia      | 96 kg   | 150      | 182    | 332   | 5                |
| Hernán Viera      | 109 kg  | 151      | 195    | 346   | Medalla de plata |
| Jorge Salinas     | +109 kg | 127      | 170    | 297   | 4                |

### Lucha
Femenino
| Atleta          | Evento      | Fase de grupos                                                           | Cuartos de final  | Semifinal              | Repechaje       | Final                    | Posición Final    |
| Atleta          | Evento      | Rival Resultado                                                          | Rival Resultado   | Rival Resultado        | Rival Resultado | Rival Resultado          | Posición Final    |
| --------------- | ----------- | ------------------------------------------------------------------------ | ----------------- | ---------------------- | --------------- | ------------------------ | ----------------- |
| Nathaly Herrera | 50 kg libre | Katherine Ávalos 10 - 0 Jacqueline Mollocana 1 - 12 Mariana Rojas 0 - 10 | —————————         | —————————              | —————————       | —————————                | Medalla de bronce |
| Thalía Mallqui  | 53 kg libre | —————                                                                    | Sandy Parra 4 - 2 | Gracyenne Leite 2 - 1  | —————           | Lucía Yépez 0 - 10       | Medalla de plata  |
| Yanet Sovero    | 68 kg libre | Pamela B̟óveda 11 - 0 Mahealani Ramírez 11 - 0                            | —————             | Thamires Martins 4 - 6 | —————           | Mahealani Ramírez 10 - 0 | Medalla de bronce |

Masculino
| Atleta          | Evento      | Fase de grupos                                                                          | Cuartos de final            | Semifinal       | Repechaje       | Final           | Posición Final    |
| Atleta          | Evento      | Rival Resultado                                                                         | Rival Resultado             | Rival Resultado | Rival Resultado | Rival Resultado | Posición Final    |
| --------------- | ----------- | --------------------------------------------------------------------------------------- | --------------------------- | --------------- | --------------- | --------------- | ----------------- |
| Enrique Herrera | 57 kg libre | Richard García 14 - 4 Hernán Almendra 3 - 1 Óscar Tigreros 4 - 9 Pedro Rodríguez 2 - 12 | —————————                   | —————————       | —————————       | —————————       | Medalla de bronce |
| Sixto Auccapiña | 65 kg libre | —————                                                                                   | Wilfredo Rodríguez 5 - 17   | No clasificó    | No clasificó    | No clasificó    | No clasificó      |
| Brisd Walttuony | 86 kg libre | —————                                                                                   | Giovanni De Oliveira 0 - 10 | No clasificó    | No clasificó    | No clasificó    | No clasificó      |
| Joao Benavides  | 60 kg greco | Erivan Constantino 11 - 0 Dicther Toro 2 - 11 Raiber Orozco 5 - 10                      | No clasificó                | No clasificó    | No clasificó    | No clasificó    | No clasificó      |
| Nilton Soto     | 67 kg greco | —————                                                                                   | Andrés Montaño 1 - 3        | No clasificó    | No clasificó    | No clasificó    | No clasificó      |
| Carlos Espinoza | 77 kg greco | Raymin Hosseini 9 - 0 Wuileixis Rivas 5 - 6 Joilson De Brito 0 - 8                      | —————————                   | —————————       | —————————       | —————————       | 4                 |
| Pool Ambrocio   | 87 kg greco | Carlos Muñóz 1 - 7 Ronisson Brandao 3 - 2 René Rodríguez 4 - 0 Luis Avendaño 1 - 4      | —————————                   | —————————       | —————————       | —————————       | Medalla de plata  |

### Nado sincronizado
Femenino
| Equipo | Evento  | Rutina Técnica | Rutina Técnica | Rutina Libre | Rutina Libre | Total    | Posición Final |
| Equipo | Evento  | Puntos         | Posición       | Puntos       | Posición     | Total    | Posición Final |
| --- | ------- | -------------- | -------------- | ------------ | ------------ | -------- | -------------- |
| María Ccoyllo Camila Fernández                                                                                                   | Dueto   | 69.4904        | 6              | 71.8667      | 6            | 141.3571 | 6              |
| Maria Ccoyllo Fabiana Choy Ariana Coronado Camila Fernández Mariafe López Lia Luna Marysabel Medina Sandy Quiróz Adriana Toulier | Equipos | 71.2481        | 5              | 73.0333      | 5            | 144.2814 | 5              |

### Natación
Femenino
| Atleta                                                                | Evento                          | Eliminatoria | Eliminatoria | Final        | Final             |
| Atleta                                                                | Evento                          | Tiempo       | Posición     | Tiempo       | Posición          |
| --------------------------------------------------------------------- | ------------------------------- | ------------ | ------------ | ------------ | ----------------- |
| McKenna De Bever                                                      | 50 metros espalda               | 30.23        | 3            | 30.14        | 6                 |
| Alexia Sotomayor                                                      | 50 metros espalda               | 29.63        | 2            | 29.56        | Medalla de bronce |
| McKenna De Bever                                                      | 50 metros libre                 | 26.58        | 5            | No clasificó | No clasificó      |
| Rafaela Fernandini                                                    | 50 metros libre                 | 26.26        | 2            | 26.07        | 5                 |
| Rafaela Fernandini                                                    | 50 metros mariposa              | 28.38        | 4            | 28.24        | 8                 |
| Alexia Sotomayor                                                      | 50 metros mariposa              | 28.41        | 4            | 28.08        | 7                 |
| McKenna De Bever                                                      | 100 metros espalda              | 01:05.13     | 2            | 01:03.94     | 5                 |
| Alexia Sotomayor                                                      | 100 metros espalda              | 01:03.43     | 1            | 01:03.07     | Medalla de bronce |
| Rafaela Fernandini                                                    | 100 metros libre                | 57.17        | 3            | 57.12        | 5                 |
| María Muñóz                                                           | 100 metros mariposa             | 01:02.67     | 3            | 01:02.96     | 7                 |
| Yasmín Silva                                                          | 100 metros mariposa             | 01:04.76     | 6            | No clasificó | No clasificó      |
| Adriana Buendía                                                       | 100 metros pecho                | 01:16.11     | 6            | No clasificó | No clasificó      |
| McKenna De Bever                                                      | 200 metros espalda              | 02:29.47     | 5            | No clasificó | No clasificó      |
| Alexia Sotomayor                                                      | 200 metros espalda              | 02:18.87     | 1            | 02:13.80     | Medalla de bronce |
| Jessica Cattaneo                                                      | 200 metros libre                | 02:09.71     | 2            | No clasificó | No clasificó      |
| Sophia Ribeiro                                                        | 200 metros libre                | 02:07.53     | 4            | 02:07.20     | 7                 |
| María Muñóz                                                           | 200 metros mariposa             | 02:18.23     | 3            | 02:17.06     | 5                 |
| Yasmín Silva                                                          | 200 metros mariposa             | 02:20.92     | 4            | 02:20.11     | 7                 |
| Adriana Buendia                                                       | 200 metros pecho                | 02:44.03     | 4            | 02:42.91     | 8                 |
| McKenna De Bever                                                      | 200 metros combinado individual | 02:19.89     | 2            | 02:18.54     | 4                 |
| Ella León                                                             | 200 metros combinado individual | 02:28.48     | 4            | 02:26.40     | 7                 |
| Ella León                                                             | 400 metros combinado individual | ————         | ————         | 05:13.05     | 8                 |
| María Muñóz                                                           | 400 metros combinado individual | ————         | ————         | 04:57.58     | 5                 |
| María Bramont                                                         | 400 metros libre                | 04:35.17     | 5            | No clasificó | No clasificó      |
| Sophia Ribeiro                                                        | 400 metros libre                | 04:30.75     | 4            | 04:29.38     | 8                 |
| María Bramont                                                         | 800 metros libre                | ————         | ————         | 09:10.61     | 8                 |
| Sophia Ribeiro                                                        | 800 metros libre                | ————         | ————         | 09:25.80     | 10                |
| María Bramont                                                         | 1500 metros libre               | ————         | ————         | 17:10.54     | 6                 |
| Sophia Ribeiro                                                        | 1500 metros libre               | ————         | ————         | 18:03.46     | 8                 |
| Adriana Buendia McKenna De Bever Rafaela Fernandini Sophia Ribeiro    | 4x100 relevo combinado          | ————         | ————         | 04:18.92     | 4                 |
| Jessica Cattaneo McKenna De Bever Rafaela Fernandini Alexia Sotomayor | 4x100 relevo libre              | ————         | ————         | 03:49.08     | Medalla de bronce |
| María Bramont Jessica Cattaneo McKenna De Bever Sophia Ribeiro        | 4x200 relevo libre              | ————         | ————         | 08:36.63     | 4                 |

Masculino
| Atleta                                                     | Evento                 | Eliminatoria | Eliminatoria | Final        | Final        |
| Atleta                                                     | Evento                 | Tiempo       | Posición     | Tiempo       | Posición     |
| ---------------------------------------------------------- | ---------------------- | ------------ | ------------ | ------------ | ------------ |
| Carlos Cobos                                               | 50 metros espalda      | 27.16        | 4            | 27.08        | 7            |
| Ricardo Espinosa                                           | 50 metros libre        | 23.82        | 5            | No clasificó | No clasificó |
| Javier Matta                                               | 50 metros libre        | 23.60        | 4            | No clasificó | No clasificó |
| Javier Matta                                               | 50 metros mariposa     | 24.80        | 4            | No clasificó | No clasificó |
| Anthony Puertas                                            | 50 metros mariposa     | 25.30        | 5            | No clasificó | No clasificó |
| Carlos Cobos                                               | 100 metros espalda     | 58.37        | 4            | 58.47        | 7            |
| Ricardo Espinosa                                           | 100 metros libre       | 52.47        | 3            | No clasificó | No clasificó |
| Javier Matta                                               | 100 metros mariposa    | 53.30        | 1            | No clasificó | No clasificó |
| Carlos Cobos                                               | 200 metros espalda     | 02:07.56     | 3            | 02:07.34     | 8            |
| Ricardo Espinosa                                           | 200 metros espalda     | 02:09.79     | 4            | 02:06.60     | 7            |
| Anthony Puertas                                            | 200 metros mariposa    | 02:03.84     | 3            | 02:03.66     | 7            |
| Adrián Ywanaga                                             | 800 metros libre       | ————         | ————         | 08:47.99     | 7            |
| Carlos Cobos Ricardo Espinosa Javier Matta Anthony Puertas | 4x100 relevo combinado | ————         | ————         | 03:50.32     | 5            |

Mixto
| Atleta                                                          | Evento                 | Final    | Final    |
| Atleta                                                          | Evento                 | Tiempo   | Posición |
| --------------------------------------------------------------- | ---------------------- | -------- | -------- |
| McKenna De Bever Ella León Javier Matta María Muñoz             | 4x100 relevo combinado | 04:00.66 | 5        |
| Jessica Cattaneo McKenna De Bever Ricardo Espinosa Javier Matta | 4x100 relevo libre     | 03:43.63 | 6        |

### Natación en aguas abiertas
Femenino
| Atleta         | Evento        | Tiempo      | Posición |
| -------------- | ------------- | ----------- | -------- |
| María Bramont  | 10 kilómetros | 2h 00:14.00 | 4        |
| Fanny Ccollcca | 10 kilómetros | 2h 06:07.00 | 6        |

Masculino
| Atleta         | Evento        | Tiempo      | Posición |
| -------------- | ------------- | ----------- | -------- |
| Joaquín Devoto | 10 kilómetros | DNF         | —        |
| Adrián Ywanaga | 10 kilómetros | 2h 04:21.00 | 10       |

### Patinaje de velocidad
Masculino
| Atleta           | Evento                            | Heats    | Heats    | Final        | Final        |
| Atleta           | Evento                            | Tiempo   | Posición | Tiempo       | Posición     |
| ---------------- | --------------------------------- | -------- | -------- | ------------ | ------------ |
| Bernardo Timoteo | 200 metros (meta contra meta)     | 18.785   | —        | No clasificó | No clasificó |
| Bernardo Timoteo | 500 metros + distancia            | 46.728   | 3        | No clasificó | No clasificó |
| Bernardo Timoteo | 1000 metros sprint                | 01:28.40 | 4        | No clasificó | No clasificó |
| Bernardo Timoteo | 10000 metros puntos + eliminación | ———      | ———      |              | 15           |

### Remo
Femenino
| Atleta                                                           | Evento | Final    | Final             |
| Atleta                                                           | Evento | Tiempo   | Posición          |
| ---------------------------------------------------------------- | ------ | -------- | ----------------- |
| Adriana Sanguineti                                               | W1X    | 08:21.09 | 6                 |
| Alessia Palacios Valeria Palacios                                | LW2X   | 07:20.22 | 6                 |
| Pamela Noya Alessia Palacios Valeria Palacios Adriana Sanguineti | W4X    | 06:40.85 | Medalla de bronce |

Masculino
| Atleta                                                        | Evento | Final    | Final    |
| Atleta                                                        | Evento | Tiempo   | Posición |
| ------------------------------------------------------------- | ------ | -------- | -------- |
| Álvaro Torres                                                 | M1X    | 07:27.94 | 6        |
| Sandro Gardella Álvaro Torres                                 | M2X    | 06:29.45 | 4        |
| Gianfranco Coletti José Risco                                 | M2-    | 07:23.61 | 6        |
| Gianfranco Coletti Vincenzo Giurfa José Risco Gustavo Salcedo | M4-    | 06:52.97 | 5        |

### Rugby 7
Femenino
| Equipo | Evento          | Preliminares    | Preliminares | Cup & Challenge                  | Semifinal       | Final           |
| Equipo | Evento          | Rival Resultado | Posición     | Rival Resultado                  | Rival Resultado | Rival Resultado |
| --- | --------------- | --------------- | ------------ | -------------------------------- | --------------- | --------------- |
| Lisbeth Ccarampa María Chuquivala María Connearn Natalia Correa Lucyangeles Flores Camila García María Jiménez Stephany Márquez Yuvixa Ríos Raysa Ruiz Nayely Sánchez | Torneo femenino | Brasil 0 - 38   | 3            | Bolivia 40 - 5 Venezuela 29 - 12 | No clasificó    | No clasificó    |
| Lisbeth Ccarampa María Chuquivala María Connearn Natalia Correa Lucyangeles Flores Camila García María Jiménez Stephany Márquez Yuvixa Ríos Raysa Ruiz Nayely Sánchez | Torneo femenino | Uruguay 0 - 24  | 3            | Bolivia 40 - 5 Venezuela 29 - 12 | No clasificó    | No clasificó    |

Masculino
| Equipo | Evento           | All Round        | All Round | Semifinal       | Final           |
| Equipo | Evento           | Rival Resultado  | Posición  | Rival Resultado | Rival Resultado |
| --- | ---------------- | ---------------- | --------- | --------------- | --------------- |
| Raquel Bazán Lucas Barrio Walter Bernaola Hugo Calamo Renzo Flores Rahul Molocho José Ramírez Óscar Rivera Diego Suárez Felipe Suárez Eduardo Terrones Jonathan Valdivia Jonah Varela | Torneo masculino | Colombia 0 - 45  | 7         | No clasificó    | No clasificó    |
| Raquel Bazán Lucas Barrio Walter Bernaola Hugo Calamo Renzo Flores Rahul Molocho José Ramírez Óscar Rivera Diego Suárez Felipe Suárez Eduardo Terrones Jonathan Valdivia Jonah Varela | Torneo masculino | Argentina 0 - 50 | 7         | No clasificó    | No clasificó    |
| Raquel Bazán Lucas Barrio Walter Bernaola Hugo Calamo Renzo Flores Rahul Molocho José Ramírez Óscar Rivera Diego Suárez Felipe Suárez Eduardo Terrones Jonathan Valdivia Jonah Varela | Torneo masculino | Chile 0 - 45     | 7         | No clasificó    | No clasificó    |
| Raquel Bazán Lucas Barrio Walter Bernaola Hugo Calamo Renzo Flores Rahul Molocho José Ramírez Óscar Rivera Diego Suárez Felipe Suárez Eduardo Terrones Jonathan Valdivia Jonah Varela | Torneo masculino | Paraguay 5 - 22  | 7         | No clasificó    | No clasificó    |
| Raquel Bazán Lucas Barrio Walter Bernaola Hugo Calamo Renzo Flores Rahul Molocho José Ramírez Óscar Rivera Diego Suárez Felipe Suárez Eduardo Terrones Jonathan Valdivia Jonah Varela | Torneo masculino | Uruguay 5 - 52   | 7         | No clasificó    | No clasificó    |
| Raquel Bazán Lucas Barrio Walter Bernaola Hugo Calamo Renzo Flores Rahul Molocho José Ramírez Óscar Rivera Diego Suárez Felipe Suárez Eduardo Terrones Jonathan Valdivia Jonah Varela | Torneo masculino | Brasil 0 - 31    | 7         | No clasificó    | No clasificó    |

### Skateboarding
Masculino
| Atleta        | Evento | Semifinal | Semifinal | Final  | Final          |
| Atleta        | Evento | Total     | Posición  | Total  | Posición       |
| ------------- | ------ | --------- | --------- | ------ | -------------- |
| Angelo Caro   | Calle  | 301.32    | 1         | 292.66 | 5              |
| Deivid Tuesta | Calle  | 278.99    | 6         | 355.31 | Medalla de oro |

### Squash
Femenino
| Atleta                                        | Evento     | Octavos de final      | Cuartos de final | Semifinal       | Final           | Posición Final |
| Atleta                                        | Evento     | Rival Resultado       | Rival Resultado  | Rival Resultado | Rival Resultado | Posición Final |
| --------------------------------------------- | ---------- | --------------------- | ---------------- | --------------- | --------------- | -------------- |
| Luciana Castillo                              | Individual | María Falcione 0 - 3  | No clasificó     | No clasificó    | No clasificó    | No clasificó   |
| Ximena Rodríguez                              | Individual | Tatiana Damasio 0 - 3 | No clasificó     | No clasificó    | No clasificó    | No clasificó   |
| Luciana Castillo Ximena Rodríguez             | Dobles     |                       | Argentina 0 - 2  | No clasificó    | No clasificó    | No clasificó   |
| María Borja Luciana Castillo Ximena Rodríguez | Equipos    | Bolivia 2 - 1         | Colombia 0 - 2   | No clasificó    | No clasificó    | No clasificó   |

Masculino
| Atleta                                                  | Evento     | Octavos de final      | Cuartos de final        | Semifinal       | Final           | Posición Final   |
| Atleta                                                  | Evento     | Rival Resultado       | Rival Resultado         | Rival Resultado | Rival Resultado | Posición Final   |
| ------------------------------------------------------- | ---------- | --------------------- | ----------------------- | --------------- | --------------- | ---------------- |
| Rafael Gálvez                                           | Individual | Damián Casarino 3 - 0 | Ronald Palomino 1 - 3   | No clasificó    | No clasificó    | No clasificó     |
| Alonso Escudero                                         | Individual | José Gallegos 3 - 0   | Ezequiel Romiglio 0 - 3 | No clasificó    | No clasificó    | No clasificó     |
| Alonso Escudero Rafael Gálvez                           | Dobles     | ——————                | Ecuador 2 - 0           | Argentina 2 - 0 | Colombia 0 - 2  | Medalla de plata |
| Diego Elías Alonso Escudero Álvaro García Rafael Gálvez | Equipos    | ——————                | Ecuador 1 - 2           | No clasificó    | No clasificó    | No clasificó     |

Mixto
| Atleta                         | Evento       | Cuartos de final | Semifinal       | Final           | Posición Final |
| Atleta                         | Evento       | Rival Resultado  | Rival Resultado | Rival Resultado | Posición Final |
| ------------------------------ | ------------ | ---------------- | --------------- | --------------- | -------------- |
| Luciana Castillo Rafael Gálvez | Dobles mixto | Colombia 0 - 2   | No clasificó    | No clasificó    | No clasificó   |

### Taekwondo
Femenino
| Atleta              | Evento             | Cuartos de final           | Semifinal                       | Final             | Posición Final    |
| Atleta              | Evento             | Rival Resultado            | Rival Resultado                 | Rival Resultado   | Posición Final    |
| ------------------- | ------------------ | -------------------------- | ------------------------------- | ----------------- | ----------------- |
| Camila Cáceres      | 49 kg a -57 kg     | Johana Fernández 2 - 0     | Carla Godoy 2 - 0               | Sandy Leite 0 - 2 | Medalla de plata  |
| Carmela De La Barra | Poomsae individual | Jennifer Báez 7.17 - 7.065 | Daniela Rodríguez 7.085 - 7.265 | No clasificó      | Medalla de bronce |

Masculino
| Atleta            | Evento             | Cuartos de final        | Semifinal                     | Final                  | Posición Final |
| Atleta            | Evento             | Rival Resultado         | Rival Resultado               | Rival Resultado        | Posición Final |
| ----------------- | ------------------ | ----------------------- | ----------------------------- | ---------------------- | -------------- |
| Raymiguel Barreto | -58 kg             | Jefferson Ochoa 0 - 2   | No clasificó                  | No clasificó           | No clasificó   |
| Braulio León      | 58 kg a -68 kg     | Federico González 1 - 2 | No clasificó                  | No clasificó           | No clasificó   |
| Hassani Andrade   | 68 kg a -80 kg     | Kenny Lejarazo 0 - 1    | No clasificó                  | No clasificó           | No clasificó   |
| Hugo Del Castillo | Poomsae individual | ———                     | Fernando Salgado 7.365 - 7.32 | Isaac Vélez 7.5 - 7.37 | Medalla de oro |

Mixto
| Atleta                                                                       | Evento                       | Puntos | Posición          |
| ---------------------------------------------------------------------------- | ---------------------------- | ------ | ----------------- |
| Krishna Cortéz Hugo Del Castillo Carmela De La Barra Álvaro Pinto Luis Sacha | Poomsae estilo libre equipos | 6.37   | Medalla de bronce |
| Krishna Cortéz Luis Sacha                                                    | Poomsae parejas              | 7.355  | Medalla de oro    |

### Tenis
Femenino
| Atleta                       | Evento  | Dieciseisavos de final  | Octavos de final      | Cuartos de final | Semifinal       | Final           |
| Atleta                       | Evento  | Rival Resultado         | Rival Resultado       | Rival Resultado  | Rival Resultado | Rival Resultado |
| ---------------------------- | ------- | ----------------------- | --------------------- | ---------------- | --------------- | --------------- |
| Anastasia Iamachkine         | Singles | Laura Escauriza 2 - 0   | Noelia Zeballos 0 - 2 | No clasificó     | No clasificó    | No clasificó    |
| Lucciana Pérez               | Singles | Juliana Rodríguez 2 - 0 | Carol Lizarazo 0 - 2  | No clasificó     | No clasificó    | No clasificó    |
| Camila Soares                | Singles | Catalina Padilla 2 - 1  | Ver̟onica Cepede 0 - 2 | No clasificó     | No clasificó    | No clasificó    |
| Lucciana Pérez Camila Soares | Dobles  | ——————                  | Uruguay 2 - 0         | Colombia 0 - 2   | No clasificó    | No clasificó    |

Masculino
| Atleta                         | Evento  | Dieciseisavos de final | Octavos de final      | Cuartos de final          | Semifinal       | Final           |
| Atleta                         | Evento  | Rival Resultado        | Rival Resultado       | Rival Resultado           | Rival Resultado | Rival Resultado |
| ------------------------------ | ------- | ---------------------- | --------------------- | ------------------------- | --------------- | --------------- |
| Nicolás Álvarez                | Singles | ——————                 | Diego Fernández 2 - 1 | Gustavo Crozariollo 0 - 2 | No clasificó    | No clasificó    |
| Ignacio Buse                   | Singles | Juan Fumeaux 2 - 0     | Miguel Aboian 2 - 0   | Alejandro Tabilo 1 - 2    | No clasificó    | No clasificó    |
| Arklon Huertas                 | Singles | ——————                 | Joao Couto DNS - 0    | No clasificó              | No clasificó    | No clasificó    |
| Nicolás Álvarez Arklon Huertas | Dobles  | ————————————           | ————————————          | Venezuela DNS - 0         | No clasificó    | No clasificó    |

Mixto
| Atleta                            | Evento       | Cuartos de final | Semifinal       | Final           |
| Atleta                            | Evento       | Rival Resultado  | Rival Resultado | Rival Resultado |
| --------------------------------- | ------------ | ---------------- | --------------- | --------------- |
| Anastasia Iamachkine Ignacio Buse | Dobles mixto | Brasil 0 - 2     | No clasificó    | No clasificó    |

### Tenis de mesa
Femenino
| Atleta                                         | Evento     | Grupos                       | Dieciseisavos de final | Octavos de final      | Cuartos de final | Semifinal       | Final           | Posición Final |
| Atleta                                         | Evento     | Rival Resultado              | Rival Resultado        | Rival Resultado       | Rival Resultado  | Rival Resultado | Rival Resultado | Posición Final |
| ---------------------------------------------- | ---------- | ---------------------------- | ---------------------- | --------------------- | ---------------- | --------------- | --------------- | -------------- |
| Isabel Duffoo                                  | Individual | ——————                       | Mariangel Díaz 4 - 3   | Chelsea Edghill 1 - 4 | No clasificó     | No clasificó    | No clasificó    | No clasificó   |
| María Maldonado                                | Individual | ——————                       | Natalie Cummings 0 - 4 | No clasificó          | No clasificó     | No clasificó    | No clasificó    | No clasificó   |
| Alejandra Prieto                               | Individual | ——————                       | Judith Morales 0 - 4   | No clasificó          | No clasificó     | No clasificó    | No clasificó    | No clasificó   |
| Isabel Duffoo María Maldonado                  | Dobles     | ————————————                 | ————————————           | ————————————          | Venezuela 1 - 3  | No clasificó    | No clasificó    | No clasificó   |
| Isabel Duffoo María Maldonado Alejandra Prieto | Equipos    | Brasil 0 - 3 Venezuela 0 - 3 | No clasificó           | No clasificó          | No clasificó     | No clasificó    | No clasificó    | No clasificó   |

Masculino
| Atleta                                         | Evento     | Grupos                      | Dieciseisavos de final | Octavos de final    | Cuartos de final | Semifinal       | Final           | Posición Final |
| Atleta                                         | Evento     | Rival Resultado             | Rival Resultado        | Rival Resultado     | Rival Resultado  | Rival Resultado | Rival Resultado | Posición Final |
| ---------------------------------------------- | ---------- | --------------------------- | ---------------------- | ------------------- | ---------------- | --------------- | --------------- | -------------- |
| Felipe Duffoo                                  | Individual | ——————                      | Javier Lorenzo 0 - 4   | No clasificó        | No clasificó     | No clasificó    | No clasificó    | No clasificó   |
| Carlos Fernández                               | Individual | ——————                      | Raymundo Medina 4 - 3  | Gustavo Gómez 2 - 4 | No clasificó     | No clasificó    | No clasificó    | No clasificó   |
| Rodrigo Hidalgo                                | Individual | ——————                      | Eduardo Lizarazu 0 - 4 | No clasificó        | No clasificó     | No clasificó    | No clasificó    | No clasificó   |
| Carlos Fernández Rodrigo Hidalgo               | Dobles     | ————————————                | ————————————           | Venezuela 0 - 3     | No clasificó     | No clasificó    | No clasificó    | No clasificó   |
| Felipe Duffoo Carlos Fernández Rodrigo Hidalgo | Equipos    | Brasil 0 - 3 Colombia 3 - 1 | ————————————           | ————————————        | Chile 0 - 3      | No clasificó    | No clasificó    | No clasificó   |

Mixto
| Atleta                           | Evento       | Octavos de final | Cuartos de final | Semifinal       | Final           | Posición Final |
| Atleta                           | Evento       | Rival Resultado  | Rival Resultado  | Rival Resultado | Rival Resultado | Posición Final |
| -------------------------------- | ------------ | ---------------- | ---------------- | --------------- | --------------- | -------------- |
| Carlos Fernández María Maldonado | Dobles mixto | Ecuador 1 1 - 3  | No clasificó     | No clasificó    | No clasificó    | No clasificó   |
| Felipe Duffoo Isabel Duffoo      | Dobles mixto | Ecuador 2 1 - 3  | No clasificó     | No clasificó    | No clasificó    | No clasificó   |

### Tiro
Femenino
| Atleta             | Evento                       | Preliminares | Preliminares | Final        | Final             |
| Atleta             | Evento                       | Puntos       | Posición     | Puntos       | Posición          |
| ------------------ | ---------------------------- | ------------ | ------------ | ------------ | ----------------- |
| Annia Becerra      | Pistola 25 metros            | 541          | 5            | No clasificó | No clasificó      |
| Brianda Rivera     | Pistola 25 metros            | 548          | 4            | No clasificó | No clasificó      |
| Annia Becerra      | Pistola de aire 10 metros    | 240          | 2            | 17           | Medalla de oro    |
| Brianda Rivera     | Pistola de aire 10 metros    | 141          | 8            | No clasificó | No clasificó      |
| Alexia Arenas      | Rifle 3 posiciones 50 metros | 563          | 4            | 287.2        | 4                 |
| Lucía Cruz         | Rifle 3 posiciones 50 metros | 559          | 7            | 286.5        | Medalla de bronce |
| Alexia Arenas      | Rifle de aire 10 metros      | 603.8        | 6            | No clasificó | No clasificó      |
| Lucía Cruz         | Rifle de aire 10 metros      | 602.3        | 8            | No clasificó | No clasificó      |
| Daniella Borda     | Skeet                        | 115          | 2            | 34           | Medalla de oro    |
| Valentina Porcella | Trap                         | 88           | 2            | 14           | Medalla de bronce |

Masculino
| Atleta              | Evento                          | Preliminares | Preliminares | Final        | Final            |
| Atleta              | Evento                          | Puntos       | Posición     | Puntos       | Posición         |
| ------------------- | ------------------------------- | ------------ | ------------ | ------------ | ---------------- |
| Kevin Altamirano    | Pistola de aire 10 metros       | 554          | 10           | No clasificó | No clasificó     |
| Marko Carrillo      | Pistola de aire 10 metros       | 568          | 4            | No clasificó | No clasificó     |
| Kevin Altamirano    | Pistola tiro rápido 25 metros   | 288          | 1            | No clasificó | No clasificó     |
| Marko Carrillo      | Pistola tiro rápido 25 metros   | 280          | 6            | No clasificó | No clasificó     |
| Cristian Morales    | Rifle de 3 posiciones 50 metros | 566          | 6            | No clasificó | No clasificó     |
| Daniel Vizcarra     | Rifle de 3 posiciones 50 metros | 575          | 3            | No clasificó | No clasificó     |
| Cristian Morales    | Rifle de aire 10 metros         | 611.7        | 7            | No clasificó | No clasificó     |
| Daniel Vizcarra     | Rifle de aire 10 metros         | 607.4        | 10           | No clasificó | No clasificó     |
| Nicolás Giha        | Skeet                           | 114          | 5            | No clasificó | No clasificó     |
| Nicolás Pacheco     | Skeet                           | 120          | 1            | 36           | Medalla de oro   |
| Alessandro De Souza | Trap                            | 105.0        | 1            | 22           | Medalla de plata |
| Asier Cillóniz      | Trap                            | 101.0        | 3            | 28           | Medalla de oro   |

Mixto
| Atleta                          | Evento                    | Preliminares | Preliminares | Final        | Final          |
| Atleta                          | Evento                    | Puntos       | Posición     | Puntos       | Posición       |
| ------------------------------- | ------------------------- | ------------ | ------------ | ------------ | -------------- |
| Annia Becerra Marko Carrillo    | Pistola de aire 10 metros | 566          | 1            | 120          | Medalla de oro |
| Brianda Rivera Kevin Altamirano | Pistola de aire 10 metros | 558          | 4            | No clasificó | No clasificó   |
| Alexia Arenas Cristian Morales  | Rifle de aire 10 metros   | 610.2        | 7            | No clasificó | No clasificó   |
| Lucía Cruz Daniel Vizcarra      | Rifle de aire 10 metros   | 611.2        | 5            | 15.0         | 4              |
| Daniella Borda Nicolás Pacheco  | Skeet                     | 138          | 2            | 6            | Medalla de oro |

### Tiro con arco
Femenino
| Atleta                                             | Evento                | Clasificatoria | Dieciseisavos de final     | Octavos de final          | Cuartos de final | Semifinal          | Final               | Posición final |
| Atleta                                             | Evento                | Puntos         | Rival Resultado            | Rival Resultado           | Rival Resultado  | Rival Resultado    | Rival Resultado     | Posición final |
| -------------------------------------------------- | --------------------- | -------------- | -------------------------- | ------------------------- | ---------------- | ------------------ | ------------------- | -------------- |
| Violeta Escobedo                                   | Compuesto individual  | 597            | Beatriz Hurtado 123 - 140  | No clasificó              | No clasificó     | No clasificó       | No clasificó        | No clasificó   |
| Beatriz Hurtado                                    | Compuesto individual  | 647            | Violeta Escobedo 140 - 123 | Eiry Snak 129 - 139       | No clasificó     | No clasificó       | No clasificó        | No clasificó   |
| Milagros Trujillo                                  | Compuesto individual  | 599            | Bernardita Biava 121 - 138 | No clasificó              | No clasificó     | No clasificó       | No clasificó        | No clasificó   |
| Gianella Hermoza                                   | Recurvo individual    | 544            | ——————                     | Mariana Ospina 0 - 6      | No clasificó     | No clasificó       | No clasificó        | No clasificó   |
| Pamela Velásquez                                   | Recurvo individual    | 469            | Mayte Azeneth 5 - 6        | No clasificó              | No clasificó     | No clasificó       | No clasificó        | No clasificó   |
| Alexandra Zavala                                   | Recurvo individual    | 530            | ——————                     | Valentina Contreras 2 - 6 | No clasificó     | No clasificó       | No clasificó        | No clasificó   |
| Violeta Escobedo Beatriz Hurtado Milagros Trujillo | Compuesto por equipos | ————————————   | ————————————               | ————————————              | Chile 215 - 208  | Colombia 201 - 228 | Venezuela 195 - 220 | 4              |
| Gianella Hermoza Pamela Velásquez Alexandra Zavala | Recurvo por equipos   | ————————————   | ————————————               | ————————————              | ————————————     | Colombia 0 - 6     | Chile 2 - 6         | 4              |

Masculino
| Atleta                                    | Evento                | Clasificatoria | Dieciseisavos de final   | Octavos de final        | Cuartos de final    | Semifinal       | Final           | Posición final |
| Atleta                                    | Evento                | Puntos         | Rival Resultado          | Rival Resultado         | Rival Resultado     | Rival Resultado | Rival Resultado | Posición final |
| ----------------------------------------- | --------------------- | -------------- | ------------------------ | ----------------------- | ------------------- | --------------- | --------------- | -------------- |
| Ángel Bueno                               | Compuesto individual  | 667            | Joaquín Pérez 143 - 135  | LuccasFonseca 142 - 145 | No clasificó        | No clasificó    | No clasificó    | No clasificó   |
| Marcos Rey                                | Compuesto individual  | 657            | Fabián Seymour 137 - 142 | No clasificó            | No clasificó        | No clasificó    | No clasificó    | No clasificó   |
| Joaquín Pérez                             | Compuesto individual  | 643            | Ángel Bueno 135 - 143    | No clasificó            | No clasificó        | No clasificó    | No clasificó    | No clasificó   |
| Bruno López                               | Recurvo individual    | 571            | Kevin Pérez 1 - 7        | No clasificó            | No clasificó        | No clasificó    | No clasificó    | No clasificó   |
| Santiago Prado                            | Recurvo individual    | 623            | José Centurión 6 - 0     | Tomás Peña 1 - 7        | No clasificó        | No clasificó    | No clasificó    | No clasificó   |
| Daniel Velarde                            | Recurvo individual    | 601            | Víctor Palacio 2 - 6     | No clasificó            | No clasificó        | No clasificó    | No clasificó    | No clasificó   |
| Ángel Bueno Marcos Rey Joaquín Pérez      | Compuesto por equipos | ————————————   | ————————————             | ————————————            | Argentina 217 - 223 | No clasificó    | No clasificó    | 5              |
| Bruno López Santiago Prado Daniel Velarde | Recurvo por equipos   | ————————————   | ————————————             | ————————————            | Chile 0 - 6         | No clasificó    | No clasificó    | 6              |

Mixto
| Atleta                          | Evento          | Cuartos de final    | Semifinal       | Final           | Posición final |   |
| Atleta                          | Evento          | Rival Resultado     | Rival Resultado | Rival Resultado | Posición final |   |
| ------------------------------- | --------------- | ------------------- | --------------- | --------------- | -------------- | - |
| Ángel Bueno Beatriz Hurtado     | Compuesto mixto | Argentina 142 - 147 | No clasificó    | No clasificó    | 7              | 7 |
| Gianella Hermoza Santiago Prado | Recurvo mixto   | Chile 0 - 6         | No clasificó    | No clasificó    | 7              | 7 |

### Triatlón
Femenino
| Atleta            | Evento | Natación | T 1      | Ciclismo | T 2   | Carrera | Tiempo total | Posición |
| ----------------- | ------ | -------- | -------- | -------- | ----- | ------- | ------------ | -------- |
| Ada Bravo         | Sprint | 11:54.37 | 11:54.37 | 34.46    | 00.23 | 19.23   | 01:07.23     | 18       |
| Gianella Coaguila | Sprint | 11:13.40 | 33:10.31 | 31.50    | 00.32 | 20.01   | 01:04.25     | 13       |

Masculino
| Atleta          | Evento | Natación | T 1   | Ciclismo | T 2   | Carrera | Tiempo total | Posición |
| --------------- | ------ | -------- | ----- | -------- | ----- | ------- | ------------ | -------- |
| Rodrigo Bravo   | Sprint | 11.04    | 00.44 | 31.29    | 00.24 | 18.54   | 01:02.38     | 24       |
| Brener Valencia | Sprint | 01:00.30 | 00.48 | 30.59    | 00.24 | 17.26   | 01:00.30     | 20       |

Mixto
| Atleta                                                    | Evento  | Natación | T 1 | Ciclismo | T 2 | Carrera | Tiempo total | Posición |
| --------------------------------------------------------- | ------- | -------- | --- | -------- | --- | ------- | ------------ | -------- |
| Ada Bravo Rodrigo Bravo Gianella Coaguila Brener Valencia | Relevos |          |     |          |     |         | 01:25.32     | 7        |

### Vela
Femenino
| Atleta            | Evento    | Regata | Regata | Regata | Regata | Regata | Regata  | Regata | Regata | Puntos | Posición         |
| Atleta            | Evento    | 1      | 2      | 3      | 4      | 5      | 6       | 7      | 8      | Puntos | Posición         |
| ----------------- | --------- | ------ | ------ | ------ | ------ | ------ | ------- | ------ | ------ | ------ | ---------------- |
| Sophie Zimmermann | Ilca 6    | 6      | 6      | 6      | 4      | (7)    | 4       | 5      | 5      | 43     | 6                |
| María Bazo        | iQFoil 95 | (1)    | 1      | 1      | 1      | 1      | (5 DNF) | (3)    | 2      | 15     | Medalla de oro   |
| Caterina Romero   | Sunfish   | (5)    | 3      | 1      | 1      | 2      | 2       | 3      | 2      | 19     | Medalla de plata |

Masculino
| Atleta                  | Evento    | Regata | Regata | Regata | Regata | Regata | Regata | Regata | Regata | Puntos | Posición       |
| Atleta                  | Evento    | 1      | 2      | 3      | 4      | 5      | 6      | 7      | 8      | Puntos | Posición       |
| ----------------------- | --------- | ------ | ------ | ------ | ------ | ------ | ------ | ------ | ------ | ------ | -------------- |
| Stefano Peschiera       | Ilca 7    | 3      | (4)    | 1      | 1      | 1      | 1      | 1      | 3      | 15     | Medalla de oro |
| Bartolomé De Las Casas  | iQFoil 95 | (5)    | 5      | 5      | 5      | 3      | 4      | 3      | 3      | 33     | 4              |
| Jean Paul De Trazegnies | Sunfish   | (5)    | 1      | 5      | 1      | 1      | 2      | 1      | 2      | 18     | Medalla de oro |

Mixto
| Atleta                       | Evento | Regata | Regata | Regata | Regata | Regata  | Regata | Regata | Regata | Puntos | Posición |
| Atleta                       | Evento | 1      | 2      | 3      | 4      | 5       | 6      | 7      | 8      | Puntos | Posición |
| ---------------------------- | ------ | ------ | ------ | ------ | ------ | ------- | ------ | ------ | ------ | ------ | -------- |
| Ismael Muelle Alessia Zavala | Snipe  | (6)    | 4      | 5      | 5      | (8 DSQ) | 5      | 2      | 6      | 41     | 6        |

### Voleibol
Femenino
| Equipo | Evento          | Ronda de grupos | Ronda de grupos | Semifinal      | Final           | Posición final |
| Equipo | Evento          | Rival Resultado | Posición        | Semifinal      | Final           | Posición final |
| --- | --------------- | --------------- | --------------- | -------------- | --------------- | -------------- |
| Shanaiya Ayme Diana De La Peña Maricarmen Guerrero Thaisa Mc Leod Flavia Montes Karla Ortiz Camila Pineda María Rodríguez María Rojas Esmeralda Sánchez Ysabella Sánchez Aixa Vigil | Torneo femenino | Chile 3 - 0     | 1               | Colombia 3 - 0 | Argentina 3 - 2 | Medalla de oro |
| Shanaiya Ayme Diana De La Peña Maricarmen Guerrero Thaisa Mc Leod Flavia Montes Karla Ortiz Camila Pineda María Rodríguez María Rojas Esmeralda Sánchez Ysabella Sánchez Aixa Vigil | Torneo femenino | Paraguay 3 - 0  | 1               | Colombia 3 - 0 | Argentina 3 - 2 | Medalla de oro |

Masculino
| Equipo | Evento           | Todos contra todos                                      | Todos contra todos |
| Equipo | Evento           | Rival Resultado                                         | Posición           |
| --- | ---------------- | ------------------------------------------------------- | ------------------ |
| Daniel Barbieri Benny Bernaola Sebastián Blanco Álvaro Hidalgo Hiroshi La Torre Francis Mendoza Jassir Morón Benjamín Patrón Daniel Porras Eduardo Romay Bruno Seminario Juan Silva | Torneo masculino | Paraguay 3 - 0 Bolivia 3 - 0 Colombia 2 - 3 Chile 0 - 3 | Medalla de bronce  |

### Voleibol de playa
Femenino
| Equipo                       | Evento          | Fase de grupos                            | Fase de grupos | Cuartos de final | Semifinal       | Final           |
| Equipo                       | Evento          | Rival Resultado                           | Posición       | Rival Resultado  | Rival Resultado | Rival Resultado |
| ---------------------------- | --------------- | ----------------------------------------- | -------------- | ---------------- | --------------- | --------------- |
| Lisbeth Allcca Claudia Gaona | Torneo femenino | Surinam 2 - 0 Paraguay 1 - 2 Brasil 0 - 2 | 3              | No clasificó     | No clasificó    | No clasificó    |

Masculino
| Equipo                         | Evento           | Fase de grupos                            | Fase de grupos | Cuartos de final | Semifinal       | Final           |
| Equipo                         | Evento           | Rival Resultado                           | Posición       | Rival Resultado  | Rival Resultado | Rival Resultado |
| ------------------------------ | ---------------- | ----------------------------------------- | -------------- | ---------------- | --------------- | --------------- |
| Renato Parreño Mauricio Sajami | Torneo masculino | Chile 0 - 2 Curazao 1 - 2 Argentina 0 - 2 | 4              | No clasificó     | No clasificó    | No clasificó    |

### Waterpolo
Femenino
| Equipo | Evento          | Fase de grupos  | Fase de grupos | Semifinal         | Final Bronce      | Posición final    |
| Equipo | Evento          | Rival Resultado | Posición       | Semifinal         | Final Bronce      | Posición final    |
| --- | --------------- | --------------- | -------------- | ----------------- | ----------------- | ----------------- |
| Anna López Elisa López Milagros López Miranda Nieto Carolina Rodríguez Rebeca Rodríguez Areli Sinarahua Abigail Sirio Belén Torres Daniela Torres | Torneo femenino | Brasil 2 - 19   | 2              | Argentina 12 - 16 | Venezuela 18 - 17 | Medalla de bronce |
| Anna López Elisa López Milagros López Miranda Nieto Carolina Rodríguez Rebeca Rodríguez Areli Sinarahua Abigail Sirio Belén Torres Daniela Torres | Torneo femenino | Chile 10 - 6    | 2              | Argentina 12 - 16 | Venezuela 18 - 17 | Medalla de bronce |